# Praslin (Seychelles)
Pour les articles homonymes, voir Praslin.

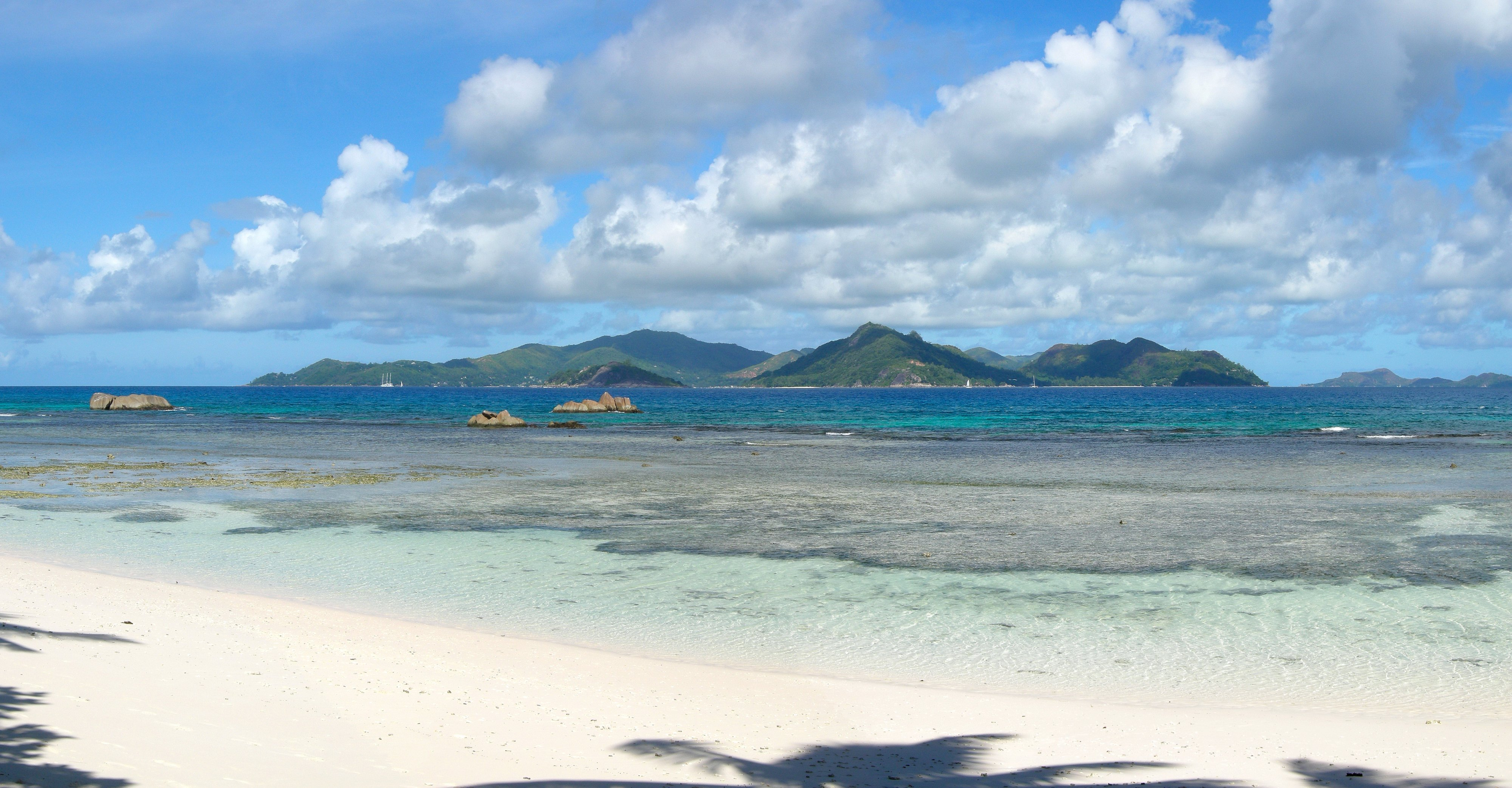
Praslin vue depuis La Digue à l'est.

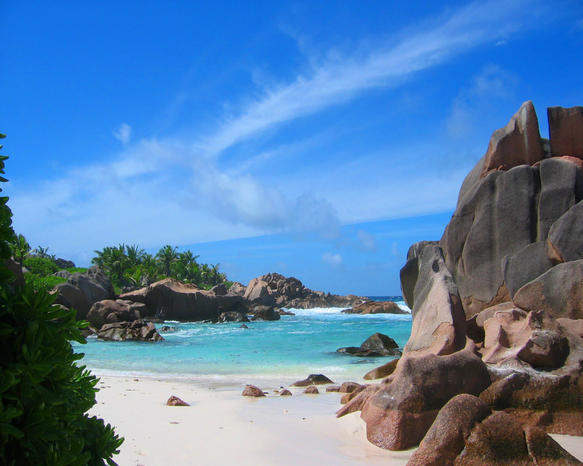
Plage de Praslin : granite et sable corallien.

Praslin [pʁalɛ̃], la seconde plus grande île (38 km2) de l'archipel des Seychelles, est située à 44 km au nord-est de Mahé dans le groupe des Iles intérieures. Administrativement, elle est divisée en deux districts : Baie Sainte-Anne et Grand'Anse selon une diagonale qui sépare l'île en deux du NW au SE et dont les principaux bourgs sont Baie Sainte-Anne, Anse Volbert et Grand' Anse. Elle compte une population de plus de 6 500 habitants.
L'île est célèbre, en plus de ses plages paradisiaques, pour la Vallée de Mai, réserve écologique comportant de nombreuses espèces endémiques, en particulier cinq espèces de palmiers, et classée au patrimoine mondial de l'humanité par l'UNESCO en 1983.
Plusieurs îles et îlots sont très proches de Praslin, on peut les considérer dans le même ensemble : principalement Curieuse au nord, Cousin et Cousine au sud-ouest, l'île Ronde dans la Baie de Sainte-Anne. La Digue est très proche entre un quart d'heure et une demi-heure par bateau (6 km). Il y a également Félicité, Petite sœur et Grande Sœur, Aride et Marianne.
Le climat est tropical maritime, l’influence de l’océan donne un taux d’humidité de 75-80 % et produit un climat chaud toute l’année. Le régime de mousson fait alterner des vents faibles et irréguliers de nord-ouest pendant l’été austral et des vents plus forts et réguliers de sud-est, dans le prolongement des alizés, pendant l’hiver austral.

## Histoire
Alors que les Britanniques naviguent dans l’océan Indien en 1609, une expédition de la British Indian Ocean Company accoste à  Mahé, Sainte Anne, North, Silhouette et Praslin. Ils y séjournent une semaine avec la certitude d’y être les premiers.
À l'époque, où elle était utilisée par les marchands arabes et comme cachette par les pirates, elle est baptisée « Isle des Palmes » par l'explorateur français Lazare Picault en 1744. En 1756, Nicolas O'Murphy la rebaptise île Moras puis, en septembre 1768, dans le cadre de l'expédition de Marion du Fresne, le lieutenant Lampériaire prend officiellement possession de l’île : un détachement de cinq officiers débarque sur la plage d'une l'anse, dresse, comme O'Murphy à Mahé, une pierre de possession et construit un corps de garde à proximité. La pierre était encore en place, en 1773, lorsque La Pérouse visita les Seychelles.
L'île est alors renommée « Praslin » en l'honneur du secrétaire d'état à la marine, César Gabriel de Choiseul, duc de Praslin.
Les colons français commencèrent à s'installer à Praslin à la fin du XVIIIe siècle : Auguste Vaulbert, Jean Marie Lazjou (1771-1798), Adrien La Prude (1814-1892), Louis Henri, Jérôme Dumont, Davidson Laporte, Louis Marie Pasquière...
La France et la Grande Bretagne se sont disputé ces îles jusqu'à ce qu’elles deviennent britanniques en 1814. Elles ont finalement acquis leur indépendance en 1976 (un monument commémoratif se trouve à Grand’Anse) et le régime socialiste s'est terminé avec la mise en place d'une nouvelle constitution et d'élections libres en 1993.

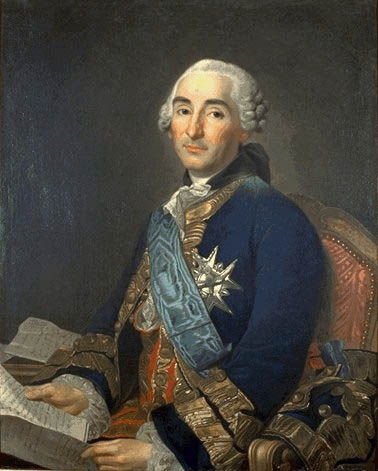
César Gabriel de Choiseul, duc de Praslin (Aube).
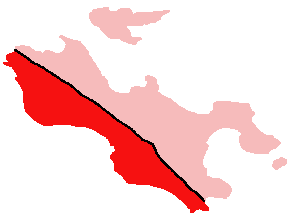
Deux districts : Baie Sainte-Anne au Nord et Grand'Anse au Sud.
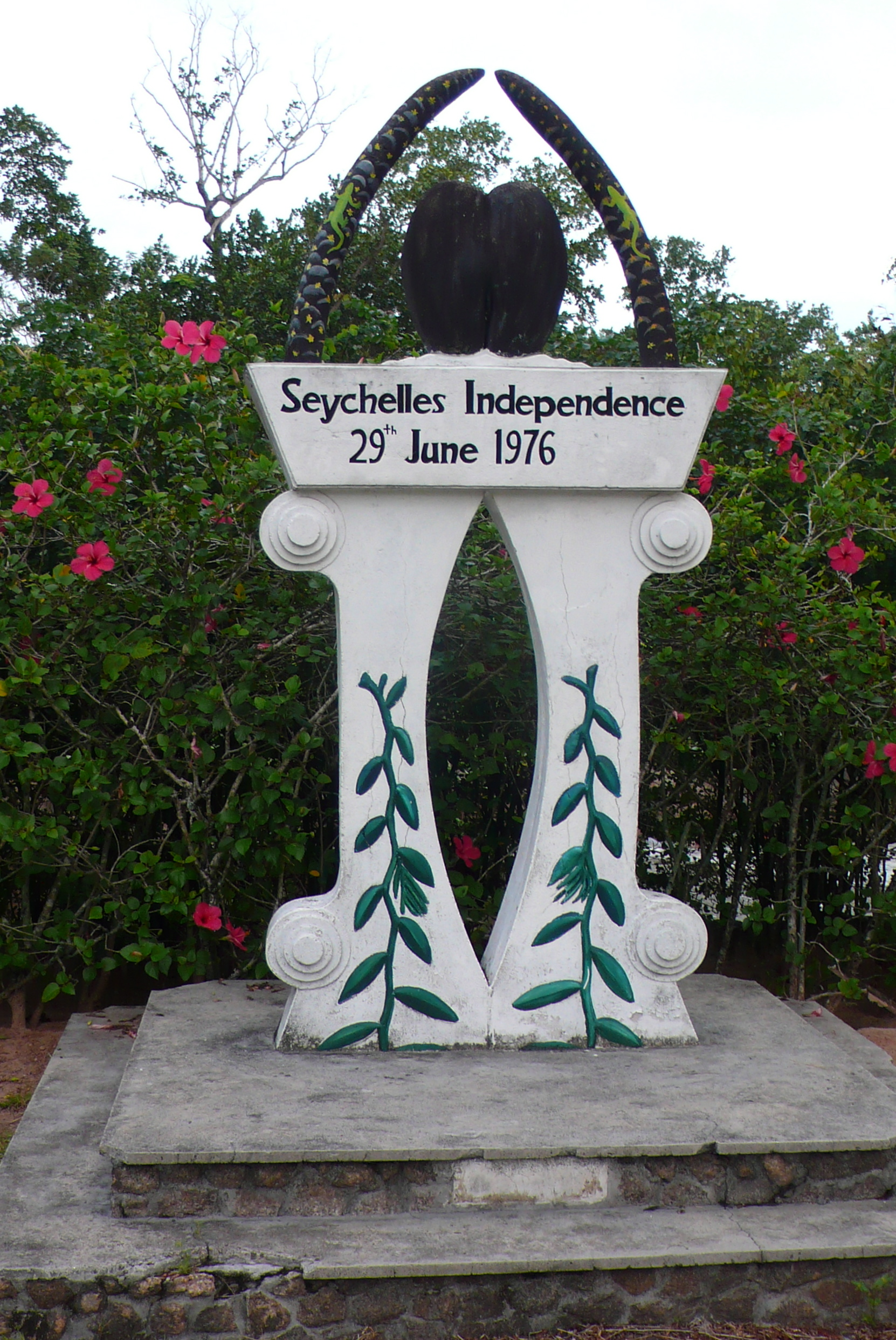
Monument de l'Indépendance, 29 juin 1976, Grand'Anse (avec coco-de-mer, vanille et gecko).

## Les paysages
Praslin est une île granitique du groupe des îles intérieures de l'archipel, bordée d'un récif. Le point culminant est à 367 m.
Le relief est typique d'une morphologie des granites sous climat tropical humide, c'est-à-dire avec une météorisation intense de ceux-ci qui produit des rivières de pierres (chaos), des tors qui parsèment les pentes raides et dominent les lignes de crête, d'un épais manteau d'arènes. Les plages de sable blanc sont essentiellement issues de la destruction des formations coralliennes. Ce sable confère à l'eau peu profonde des anses des couleurs turquoise et vertes. En effet, les cours d’eau sont en général intermittents, consécutivement aux fortes pluies et l’importance des pentes et l’exiguïté des bassins versants expliquent une évacuation rapide des eaux pluviales vers la mer. Ainsi l'apport des rivières se limite en argile latéritique qui se répand en mer.
Les îles granitiques se trouvent au centre du Banc des Seychelles, vaste plate-forme continentale (43 000 km2) sur 330 km de long et 180 km de large selon un axe nord-ouest-sud-est. La profondeur de cette plateforme, entre 20 et 70 m, amortit considérablement les houles du large avant qu’elles atteignent les côtes. Les îles granitiques comme Praslin possèdent donc des côtes naturellement protégées. À l’échelle des baies, les houles divergent ; de plus, localement, à l’avant de la plupart des plages, des récifs coralliens et des beach rocks amortissent également l’énergie des vagues.

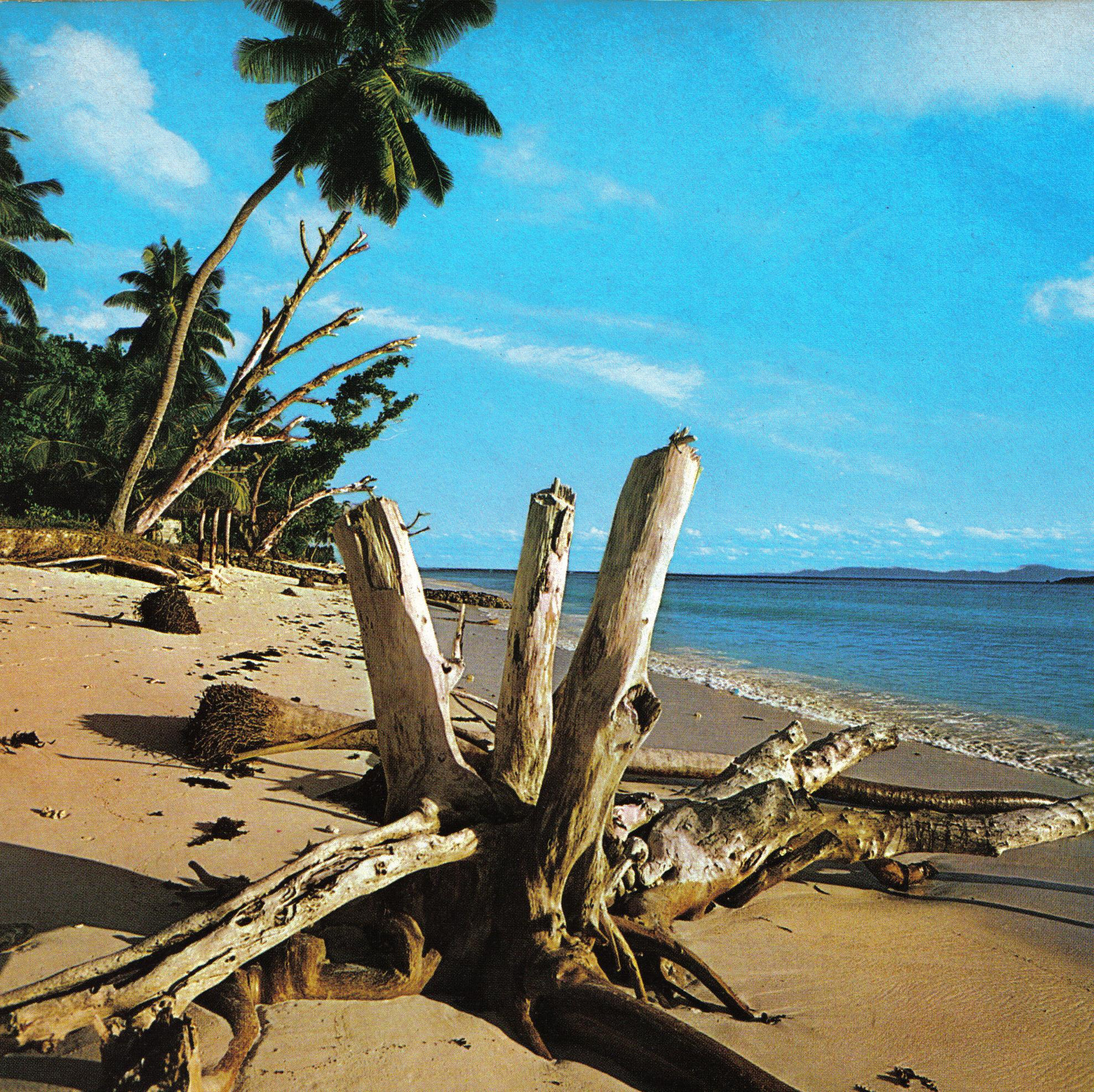
Anse Kerlan : phase d'érosion de la plage.
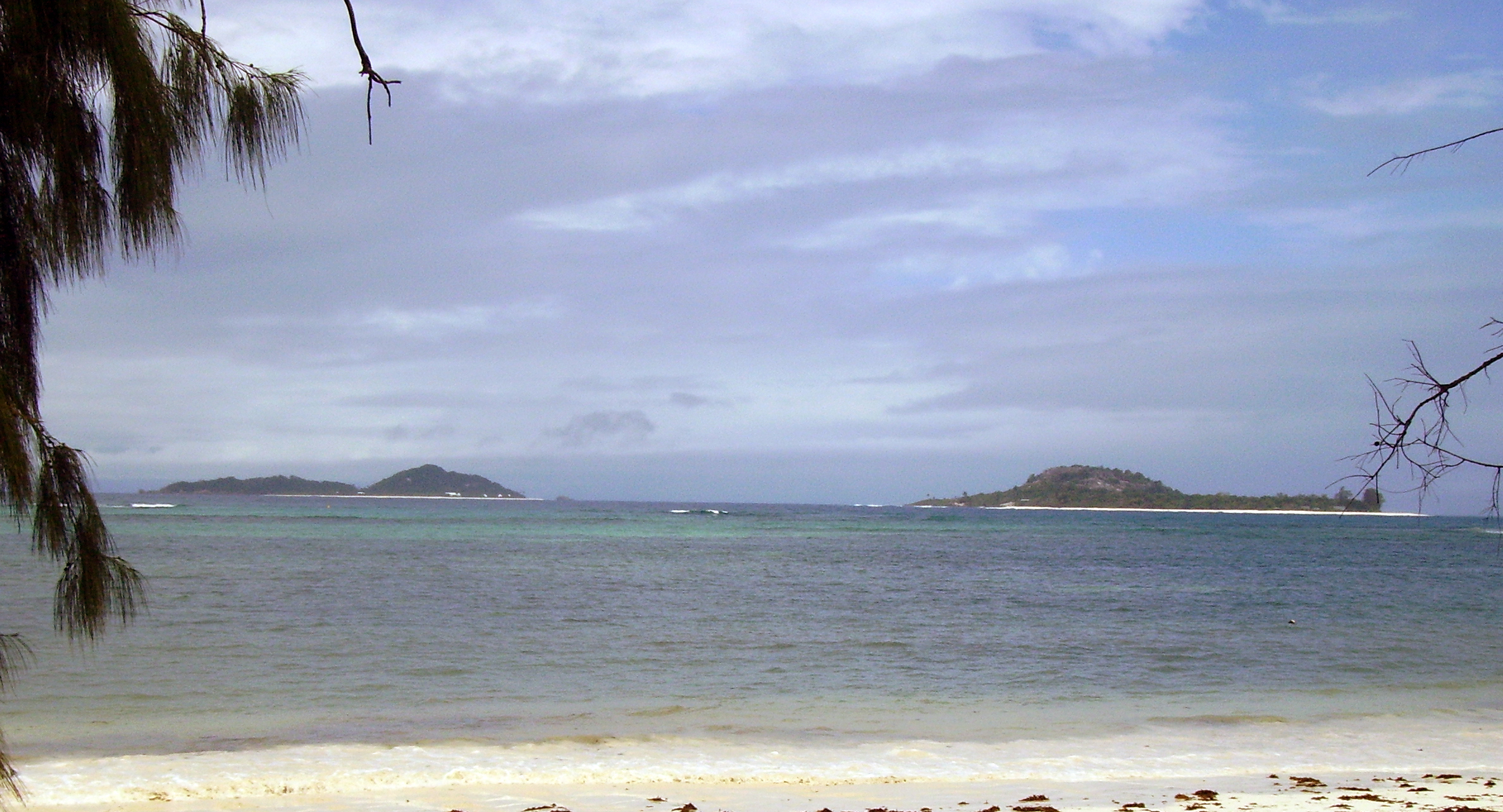
Cousin et Cousine vue de Grand'Anse.
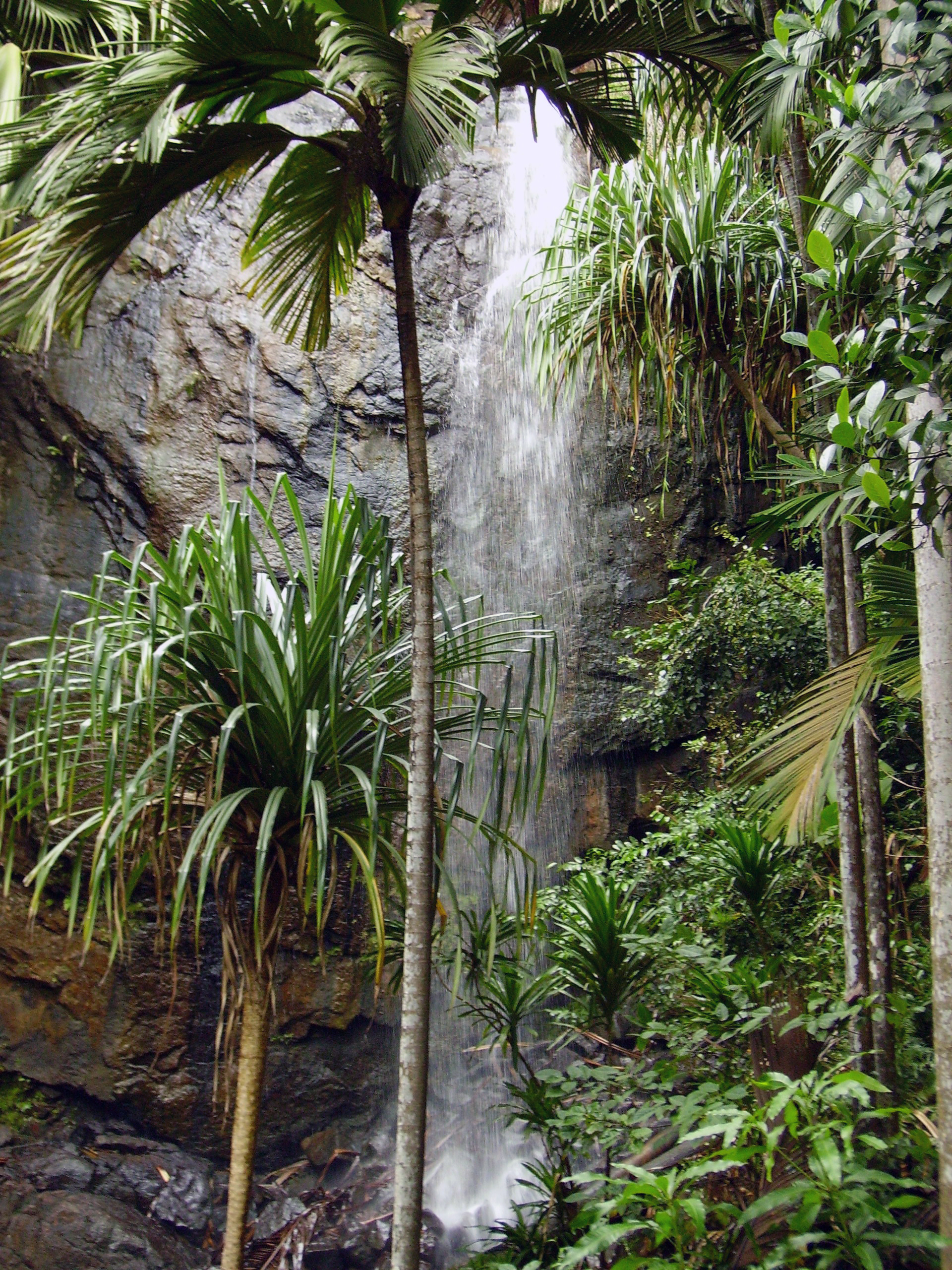
Cascade de la Vallée de Mai.
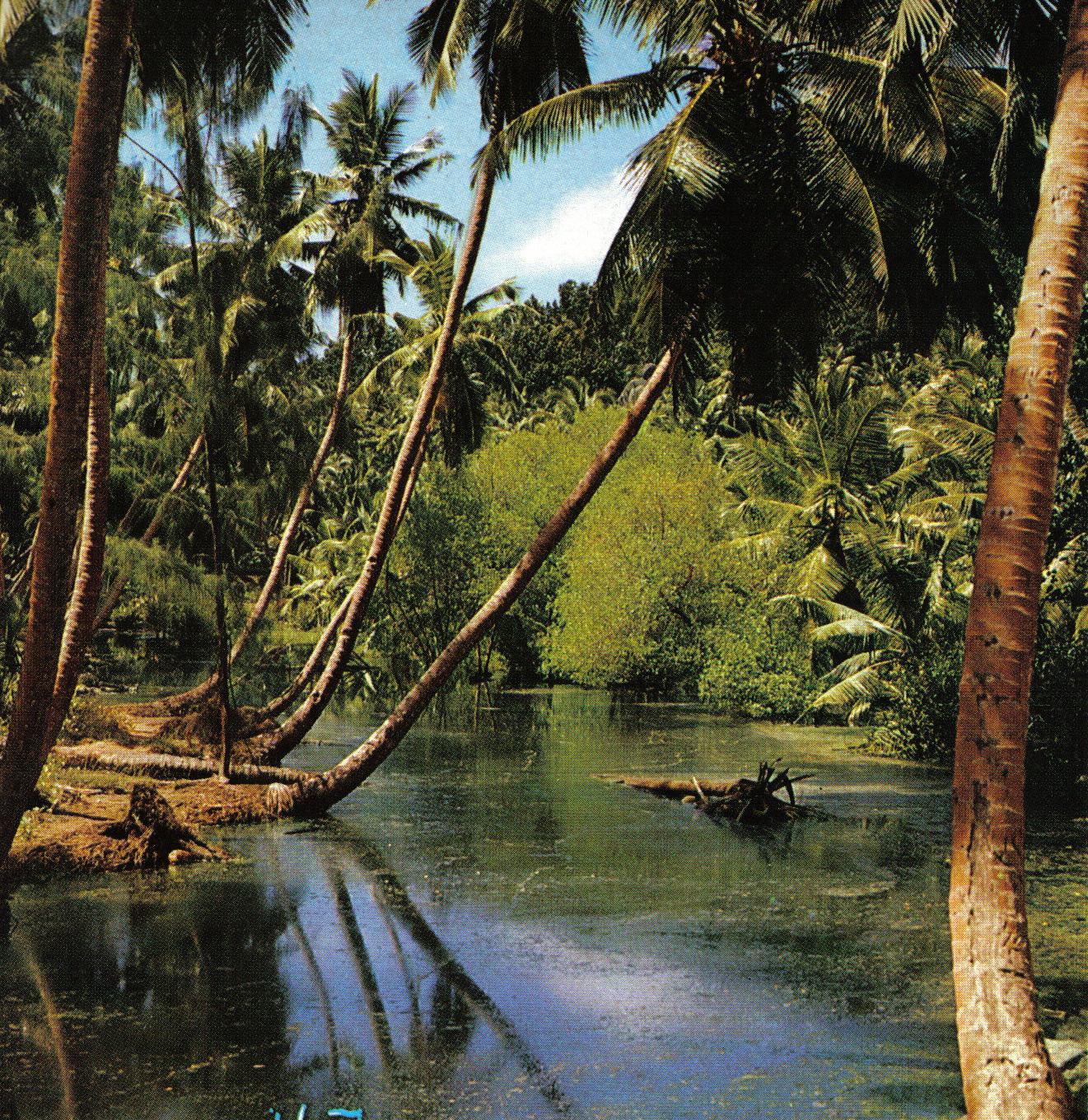
Marais à La Digue.

## Le site Unesco, la Vallée de Mai
Au cœur de l’île granitique de Praslin, la réserve naturelle de 19,5 ha conserve les vestiges d'une forêt de palmiers considérée comme naturelle avec en particulier la plus grande collection de cocotiers-de-mer, célèbre palmier - Lodoicea maldivica — dont on avait imaginé qu'il poussait au fond de l’océan car on en connaissait la noix (« coco de mer ») mais pas la plante qui la produisait.
Les critères de classement par l’UNESCO ont été tant écologique, botanique, faunistique qu’esthétique (cinq autres palmiers endémiques comme de nombreuses espèces animales endémiques des Seychelles). La réserve bénéficie d'une protection juridique dans le cadre de la loi nationale et est gérée par une fondation publique, la Fondation des îles Seychelles (SIF). Cette gestion a été améliorée par l'adoption d'un plan de gestion en 2002. L'intégrité écologique de la Vallée de Mai est forte mais sa faible superficie (une des plus petites réserves naturelles du patrimoine mondial) rend la réserve fragile notamment vis-à-vis des incendies. Cependant, la réserve est incluse dans le parc national de Praslin (300 ha) qui fait office de zone tampon. Le comité d'évaluation de l'Unesco a suggéré de proposer l'ensemble au classement.
Qualifiée au XIXe siècle, par le général Gordon de jardin d’Eden, à la différence du reste de l'île, la Vallée de Mai est restée jusqu'en 1930 très peu affectée par les activités humaines. À cette époque, la vallée est transformée en jardin botanique et des espèces ornementales y sont introduites. En 1948, la vallée est achetée par le gouvernement en raison du principal bassin de captation d'eau. En 1966, la vallée devint réserve naturelle. À partir de là, l'éradication des espèces exotiques  envahissantes, la re végétalisation des crêtes et la protection de la forêt de coco-de-mer deviennent prioritaires. La vallée retrouve lentement son aspect originel. La fondation des Iles Seychelles, crée en 1979, gère la Vallée de Mai depuis 1989. Les droits d'entrée au site concourent au financement de cette gestion.
Il y a quatre grands types de végétation sur Praslin et trois sont présents dans la vallée : 
- la forêt de basse altitude dominée par de grands arbres qui a recouvert la plus grande part de l’île avant l’implantation humaine ;
- cette forêt primaire a été remplacée par une forêt secondaire avec des palmiers endémiques ;
- une forêt intermédiaire, unique de la Vallée de Mai.

### Flore endémique
La palmeraie est considérée comme une réminiscence de la forêt primitive, évoquant l'ancien continent Gondwana alors que l'Afrique, Madagascar et l'Inde étaient encore réunies. Des millions d'années d'isolement des îles granitiques des Seychelles ont permis le développement d'espèces endémiques.
Les palmiers :
- le latanier latte ;
- le latanier feuille ;
- le palmiste ;
- le latanier mille-pattes, Nephrosperma van-houtteanum ;

Les pandanus : ;
- le vacoa parasol ;
- le vacoa marron ;
- le vacoa de rivière ;
- le palmier à coco-de-mer (Lodoicea maldivica) fait l'objet de légendes depuis plusieurs siècles en particulier à cause de la forme suggestive bilobée de la lourde noix (jusqu'à 20 kg). La plante est dioïque. La fondation des Iles Seychelles, a lancé un programme de recherche sur l'espèce. Les palmiers mâles peuvent atteindre une trentaine de mètres, un peu moins pour les pieds femelles. La graine est entourée du brou et le fruit met 6 à 7 ans pour atteindre la maturité. La première feuille apparaît un an après la germination, les feuilles peuvent dépasser 14 m. La maturité de la plante se situe entre 20 et 40 ans et elle peut vivre entre 200 et 400 ans.

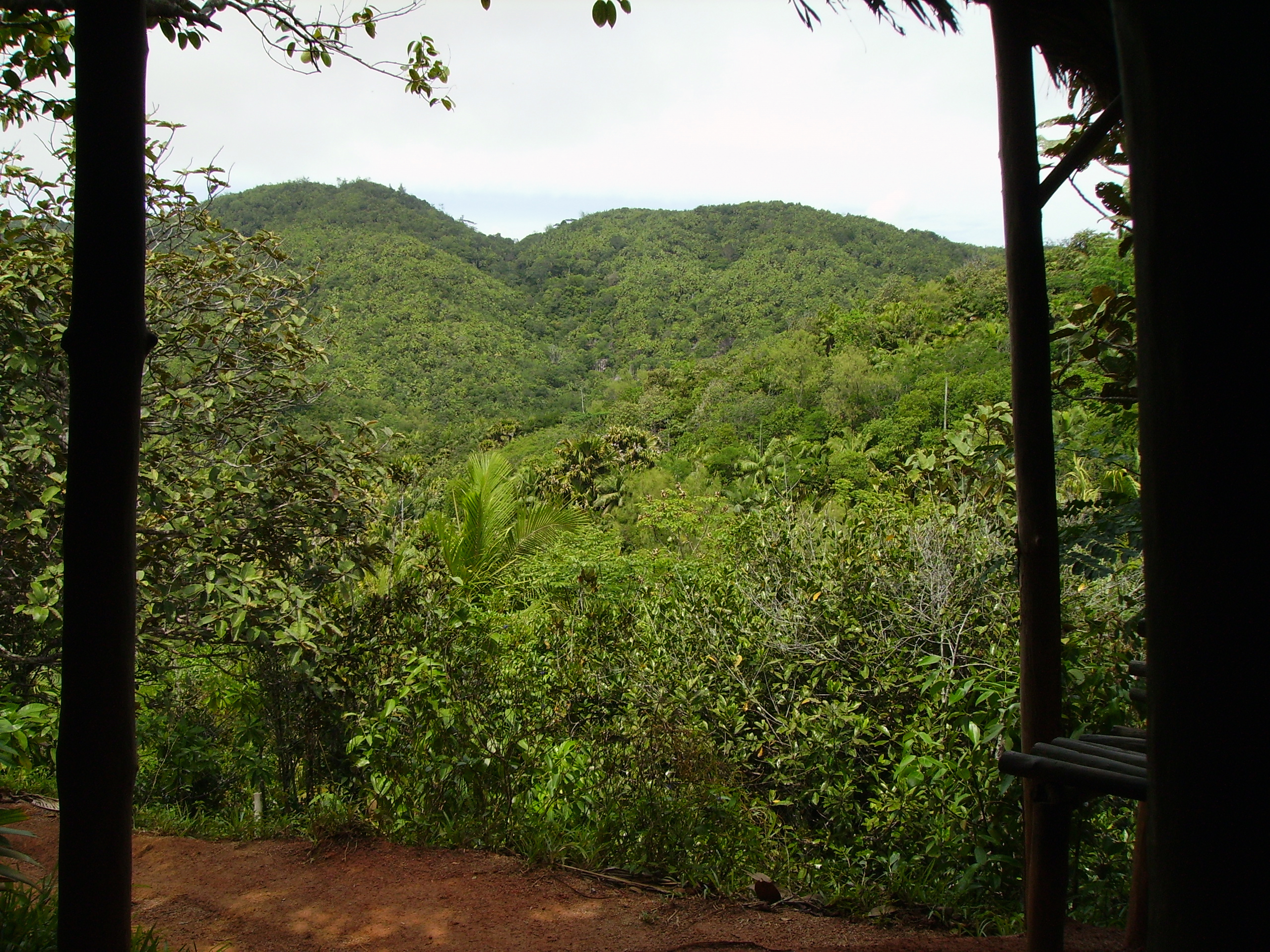
La Vallée de Mai, site Unesco du centre de l'île.
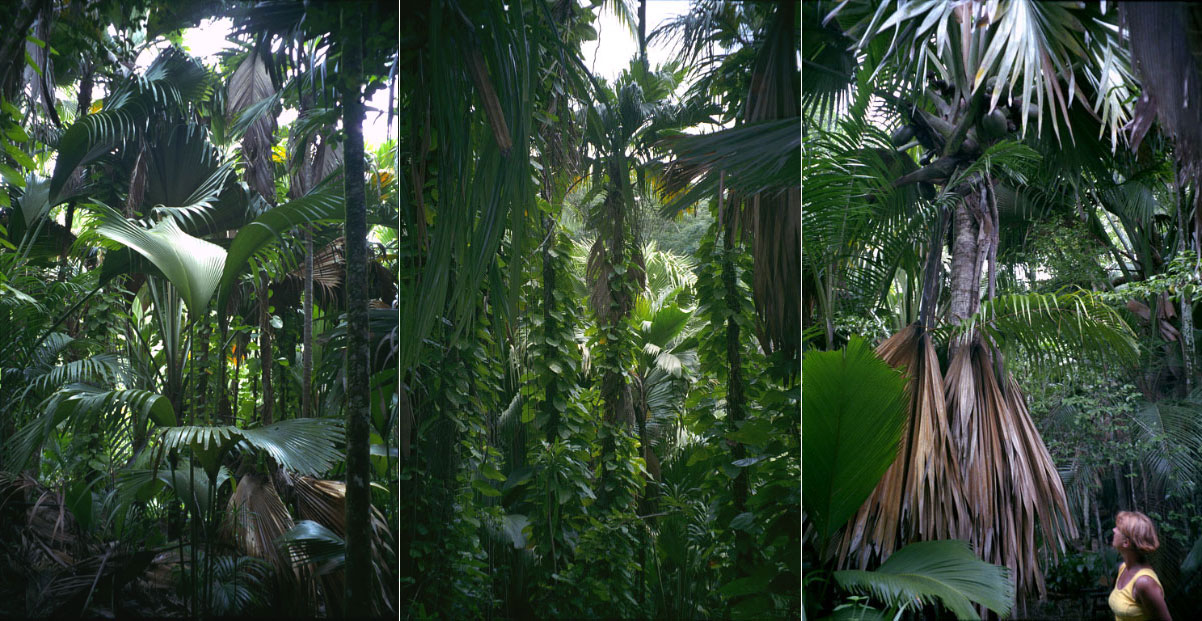
Le parc national de la Vallée de Mai.
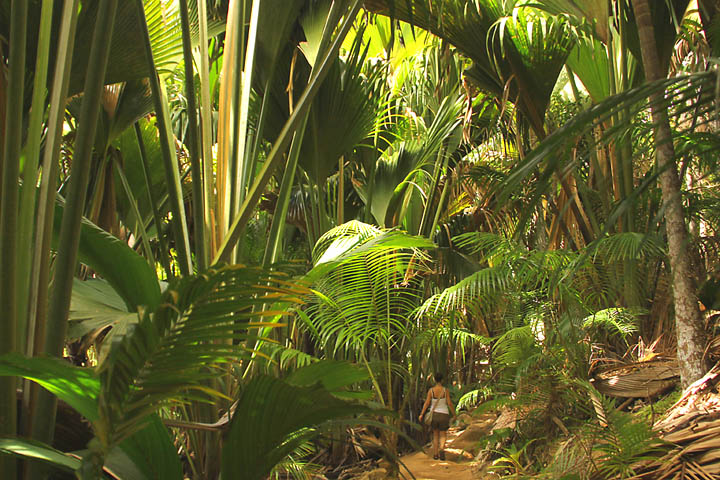
Palmiers de la Vallée de Mai, dont Coco-de-mer, Lodoicea maldivica.
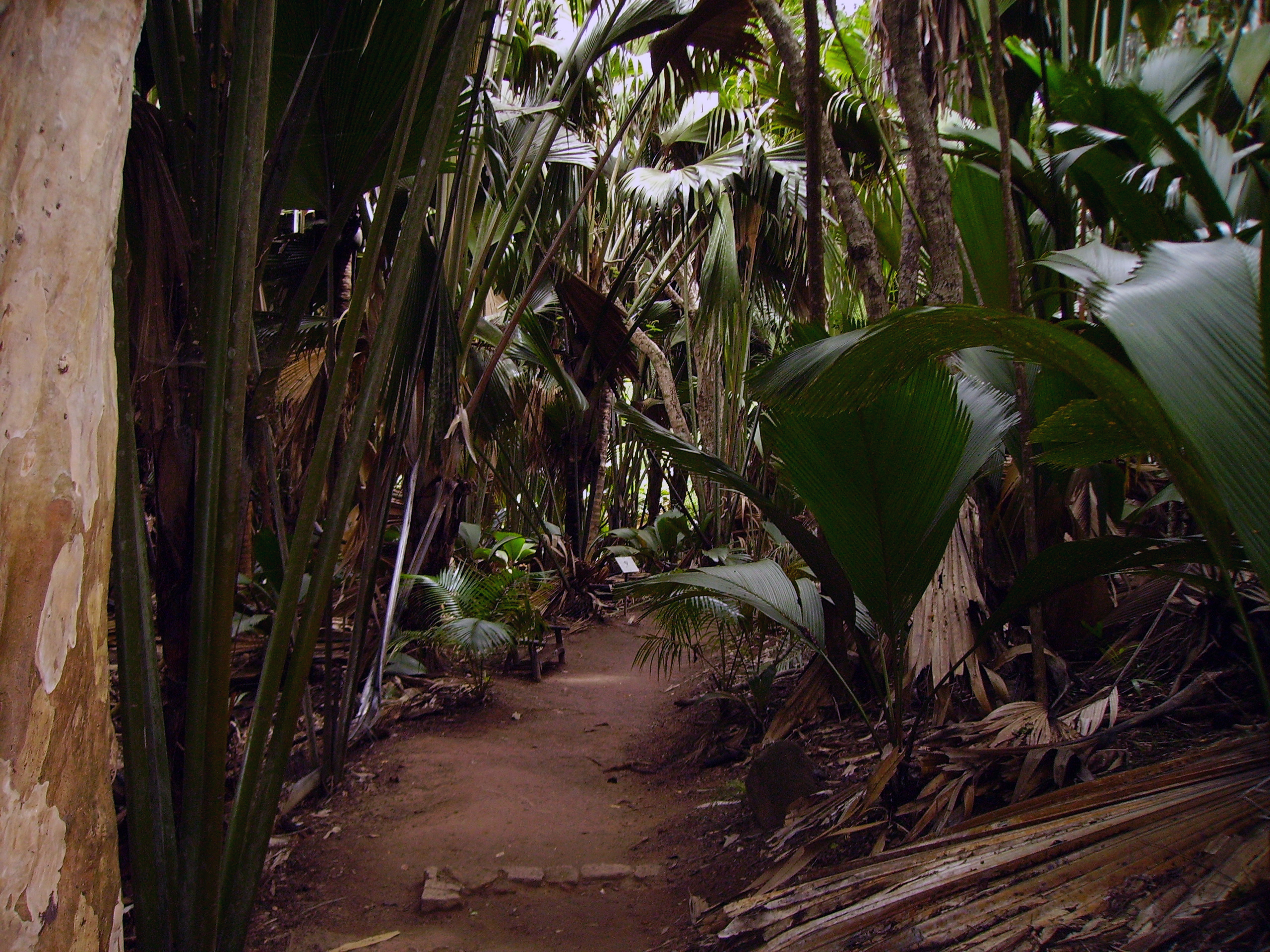
Sentier de découverte dans la Vallée de Mai.
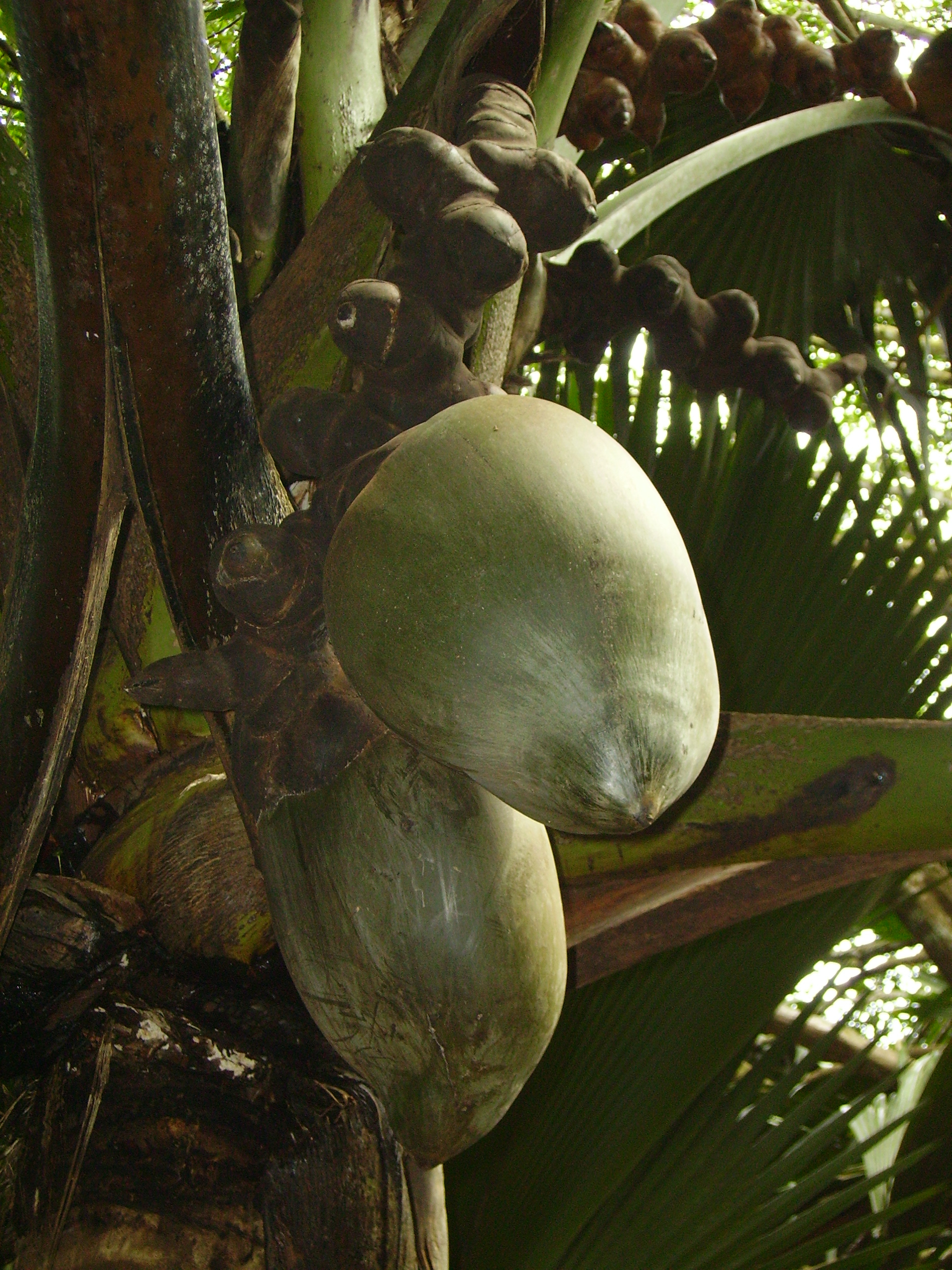
Lodoicea maldivica femelle.
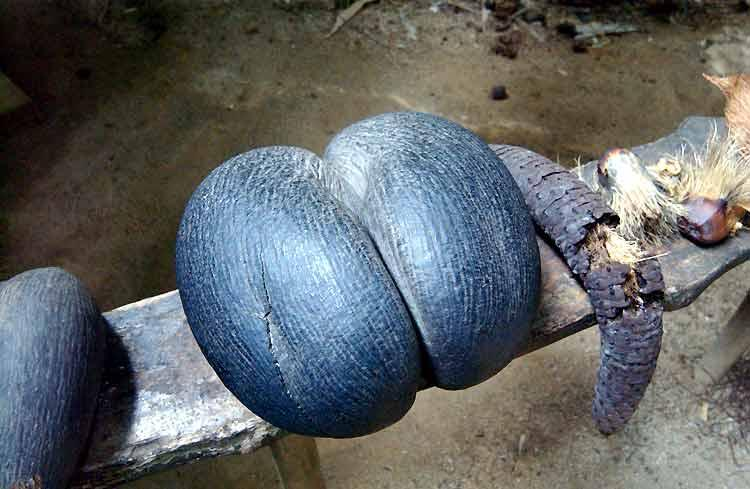
Noix de Coco-de-mer, dit coco-fesse (son ancien nom botanique était d'ailleurs Lodoicea callipyge Comm. ex J. St.-Hil.), la plus grosse graine du règne végétal.
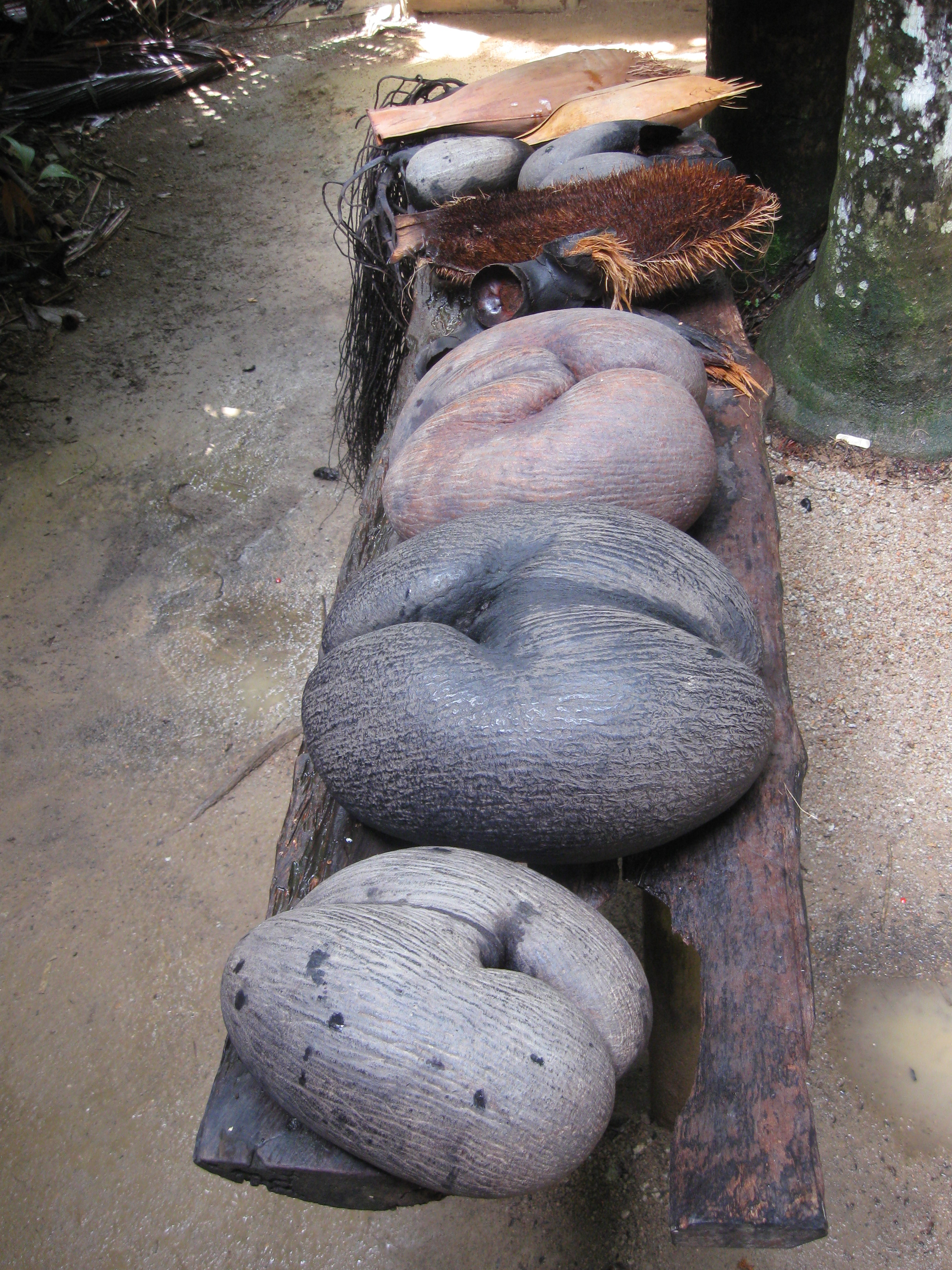
Noix de Coco-de-mer.

### Faune endémique
La forêt de palmiers est relativement intacte et offre un refuge à des populations espérées viables d'espèces endémiques comme le perroquet noir (Coracopsis nigra barklyi) inféodé à celle-ci.
Les oiseaux : 
- le perroquet noir, kato nwar, Coracopsis (nigra) barklyi, en danger d'extinction ;
- le pigeon hollandais, pizon olande sesel, Alectroenas pulcherrima ;
- le bouboul gros bec, merl sesel, Hypsipetes crassirostris ;
- le souimanga ;
- le faucon crécerelle, Falco araea, espèce menacée dans les années 1940 qui a retrouvé sans gestion particulière une place dans les écosystèmes ouverts ;
- la salangane, Collocalia elaphra (sorte de martinet).

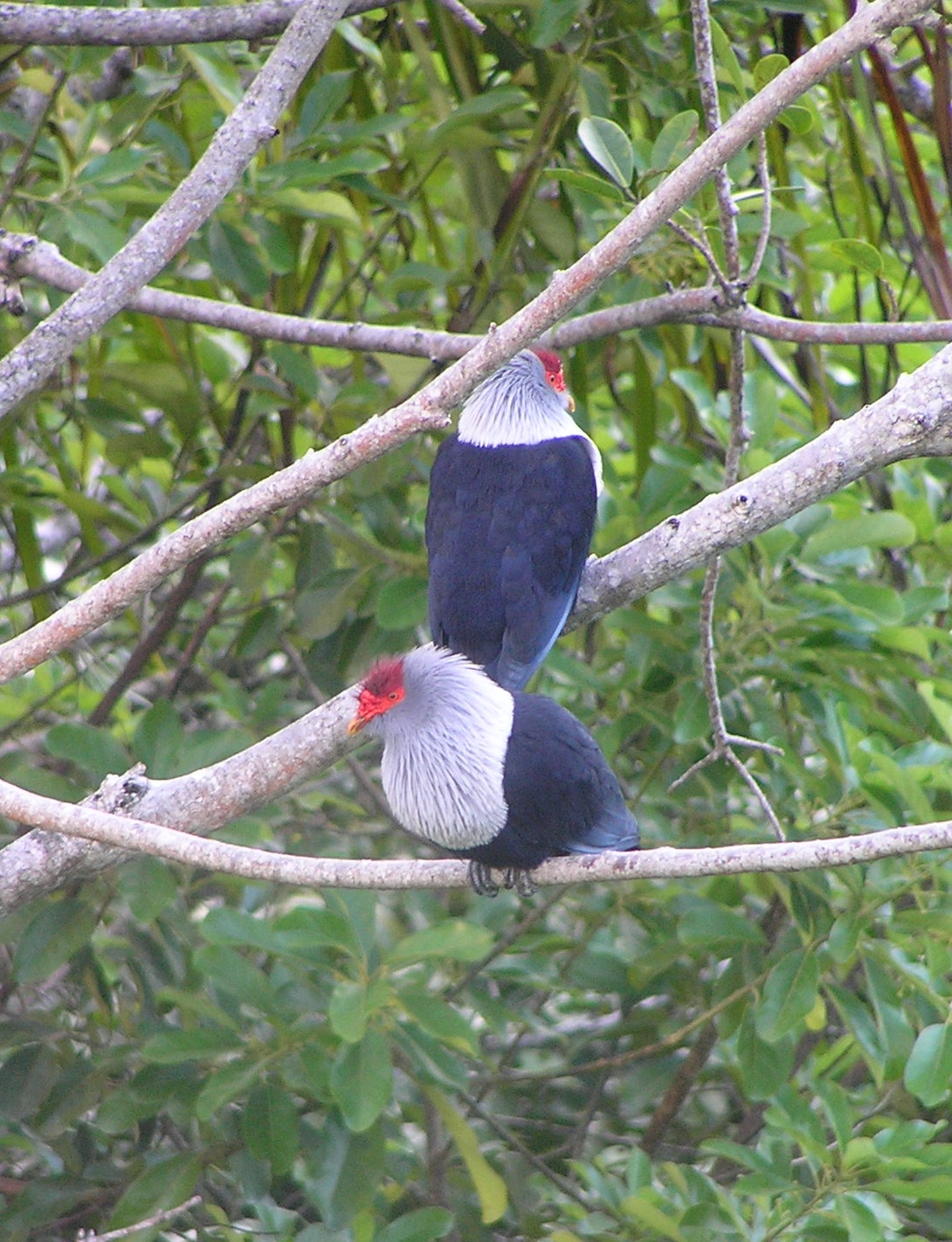
Alectroenas pulcherrima, pigeon hollandais, pizon olande sesel, endémique assez commune.
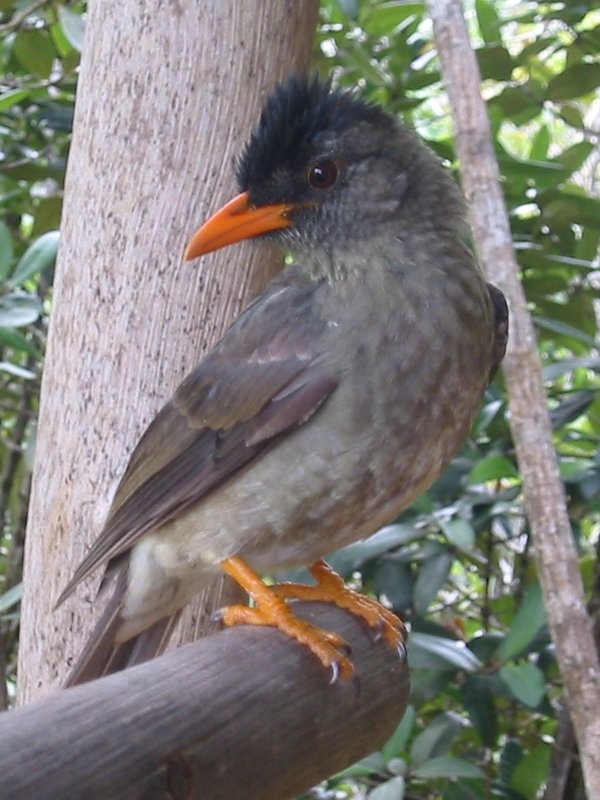
Hypsipetes crassirostris, merl sesel (ou Seychelles bulbul), endémique des habitats forestiers des grandes îles de l'archipel.
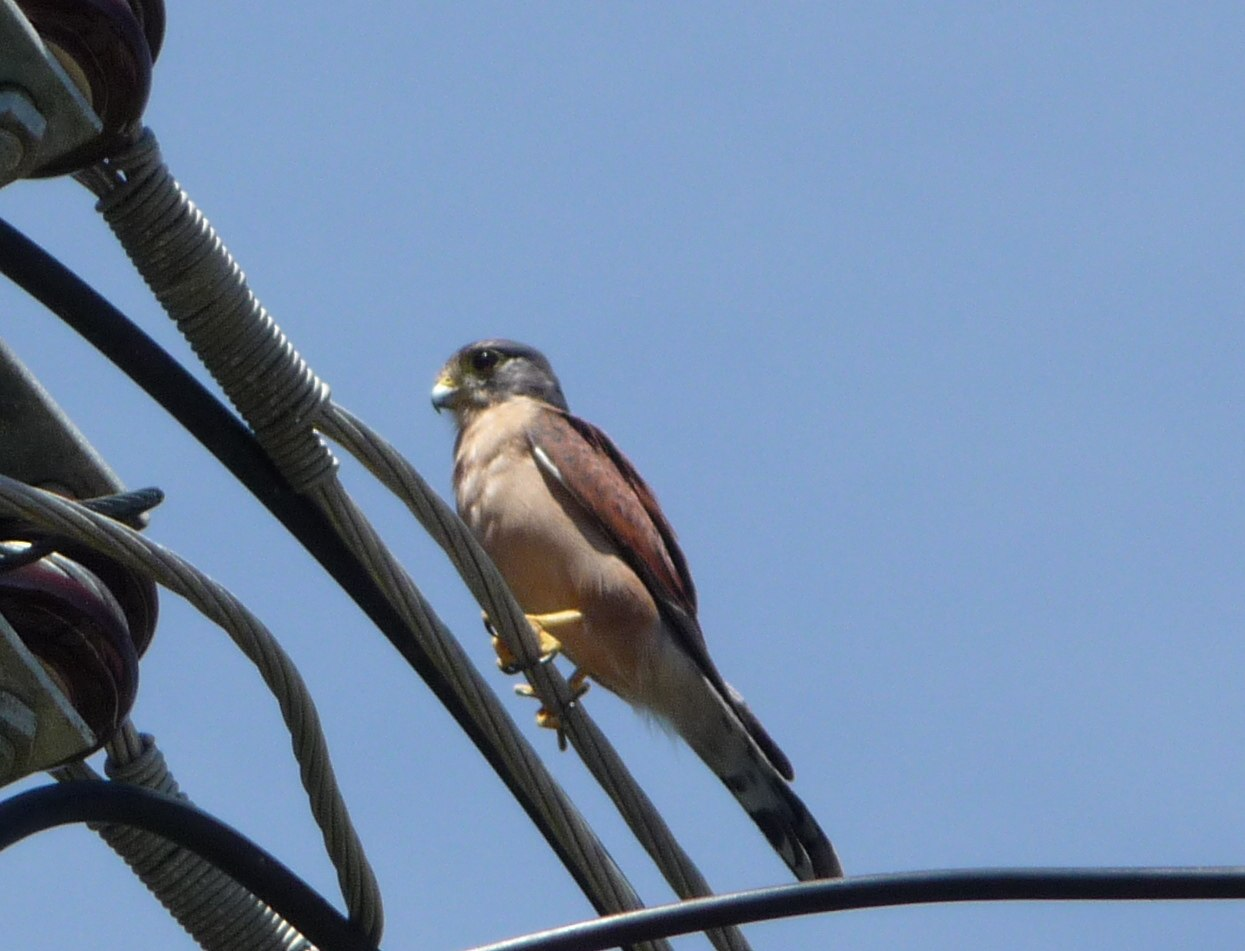
Falco araea, Seychelles Kestrel, katiti.
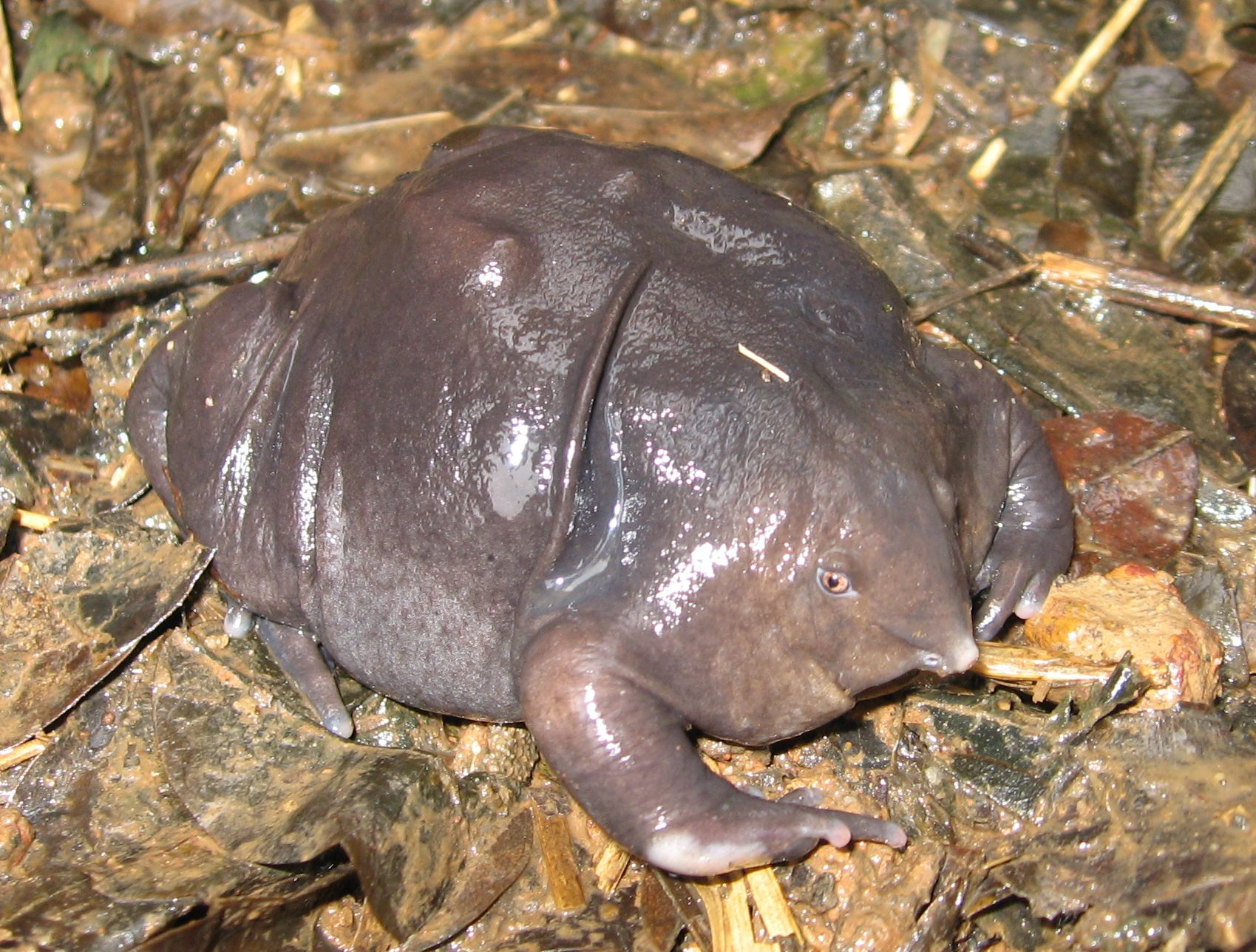
Représentant amphibien endémique d'Indes et des Seychelles de la famille des Sooglossidae : Nasikabatrachus sahyadrensis.
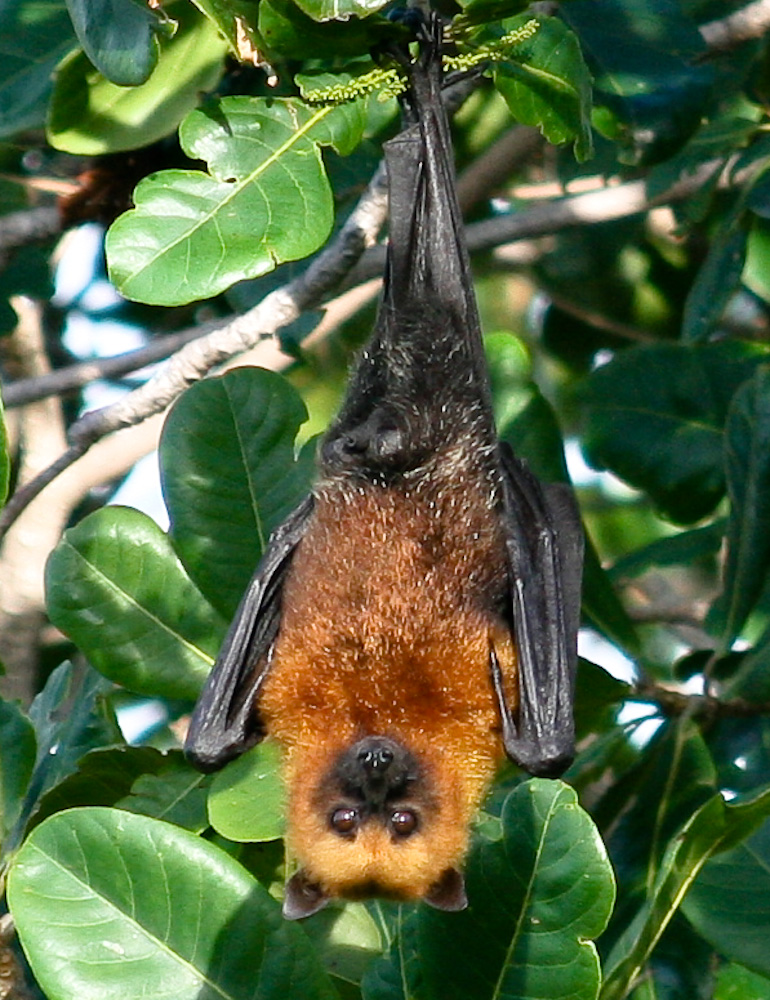
Pteropus seychellensis, chauve-souris frugivore endémique commune (envergure jusqu'à 100 cm).

### Marianne North, peintre dans la Vallée de Mai
Marianne North vient peindre à Praslin en octobre 1883 après un court séjour à la maison du gouverneur de Mahé. Il s'agit de son avant-dernier voyage, les Seychelles sont pour elle l'occasion de découvrir le célèbre coco-de-mer qu'elle peint avec 44 autres sujets, ce qui représente sa plus grande production régionale de ses années de voyages botaniques autour du monde. A Praslin, elle réside chez le Dr. et Mrs Hoad dont elle peint la maison. L'ensemble de son travail est conservé à Kew Gardens, Londres.

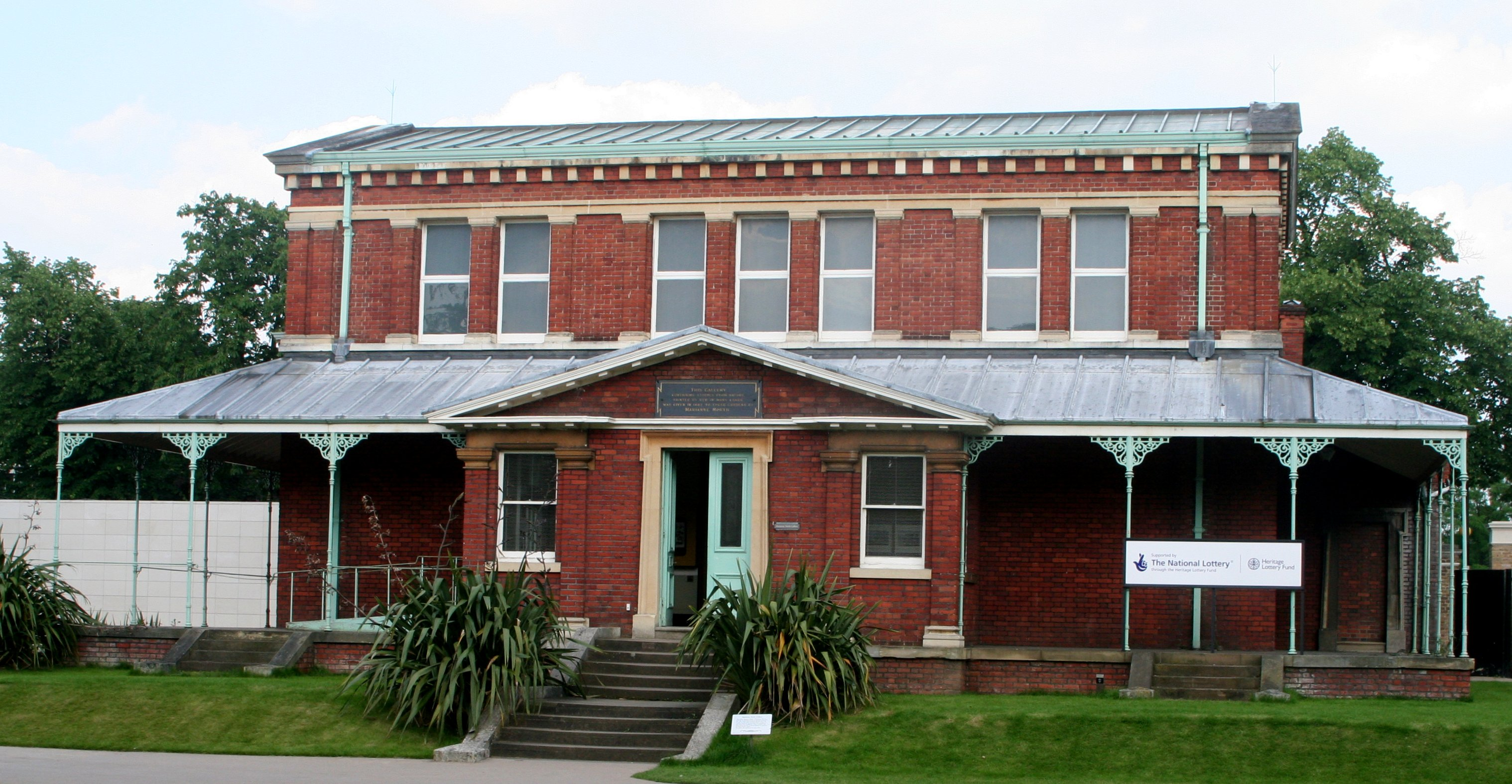
Marianne North Gallery of Botanic Art à Kew Gardens, Londres.
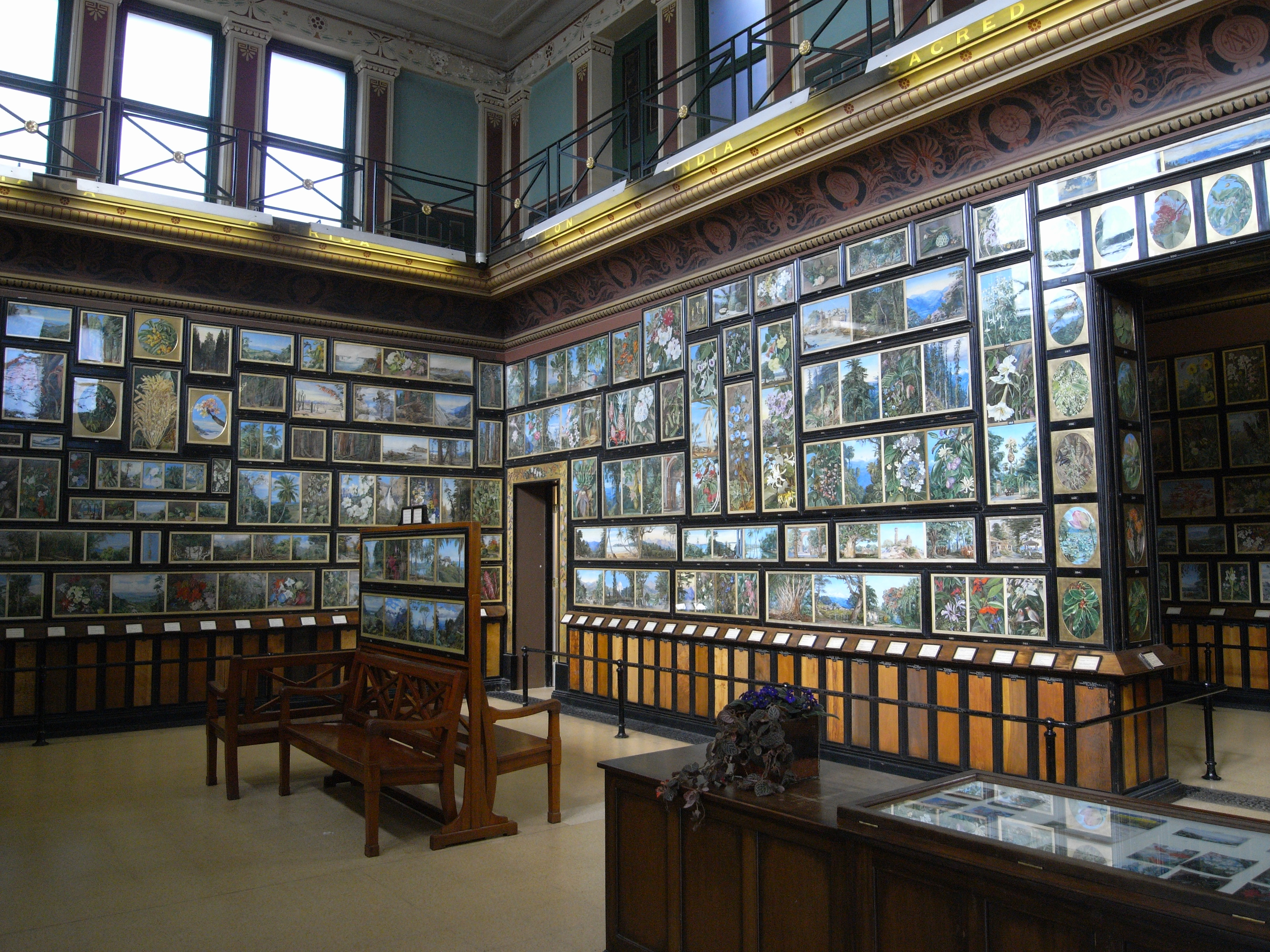
Intérieur de la galerie Marianne North.

Marianne North arrivant à Praslin décrit avec enthousiasme les paysages qu'elle va peindre : « au-dessus des collines d'un violet intense, se dressaient des forêts cernées de rochers et les célèbres palmiers « coco-de-mer », étincelants dans la lumière.Nous arrivâmes dans une vallée aussi grande que celle de hastings... la vallée des cocos-de-mer, des milliers de troncs rectilignes s'élevaient vers les étoiles étincelantes des palmiers géants. Enfin ! j'y étais... je n'en croyais pas mes yeux ». Elle verra également ces palmiers sur la petite île de Curieuse. Praslin restera l'île qu'elle préférera. Elle étudia en particulier le capucin qui sera par la suite nommé en son honneur, Northea sechellana.

## Une écorégion: habitats principaux
Le long isolement de l’archipel et l’exceptionnel taux d’endémisme végétal et animal (en particulier avec les familles Ochnaceae, anciennement Medusagynaceae et Sooglossidae) justifient le classement en écorégion. Cette flore présente en effet des affinités avec celle des îles voisines, Madagascar et les Mascareignes et, l'Afrique continentale et l’Asie. Les espèces d'Impatiens des Seychelles, de Psederanthemum et de Rothmannia sont plus étroitement liées aux espèces africaines que de Madagascar et des Mascareignes. Bien que l'Asie soit deux fois plus éloignée que le continent africain, plusieurs espèces sont également communes aux Seychelles, à l'Indo-Malaisie et la Polynésie (Amaracarpus pubescens ne pousse qu’aux Seychelles et à Java). Cette distribution reflète un passé géologique témoin des effets de la tectonique des plaques.
Parmi les végétaux, une seule famille est donc endémique, douze genres et 72 espèces pour une flore native évaluée à 233 espèces. Les palmiers constituent un groupe remarquable avec six espèces endémiques classées en six genres monotypiques. Les pandanus sont également inhabituellement diversifiés ; les îles granitiques hébergent huit espèces dont cinq endémiques. Beaucoup de ces espèces uniques ont de petites populations et une distribution restreinte.
Praslin connaît un climat légèrement plus sec que Mahé en raison d'une altitude moins grande. Les feux ont été un sérieux problème pour les forêts sèches. Cependant deux secteurs de forêt  de palmiers endémiques ont été préservées : Fond Ferdinand et la vallée de Mai.

### La végétation halophile
Il y a une quantité d'îlots souvent trop petits pour développer une végétation importante mais qui portent des espèces tolérantes au sel. Les rats n'ont en général pas colonisé ces petits écosystèmes qui ne leur permettent pas d'y survivre. Il en résulte une forte colonisation par les oiseaux de mer qui y nichent.

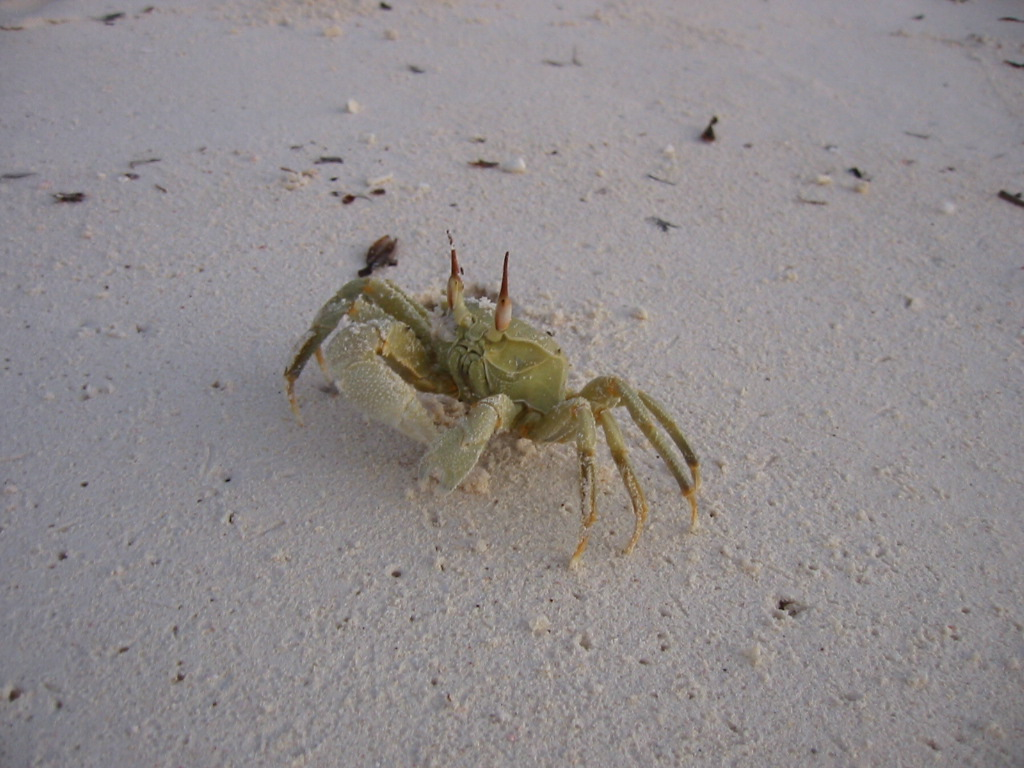
Ocypode ceratopthalmus, crabe fantôme, loulou grangalo, sur plages sableuses.

### La mangrove
Les côtes abritées des trois plus grandes îles granitiques de l'archipel hébergent des mangroves. La côte occidentale de Mahé offre de larges secteurs en mangrove alors qu'à Praslin, il s'agit seulement d'une partie de Grand'Anse, anse Lazio et anse Takamaka et à La Digue, le SW de l'île (Mare Soupape). Comme pour l'ensemble des zones humides, le drainage et les remblaiements des dernières décennies ont réduit les surfaces mais la mangrove peut s'installer  dans les lagunes artificielles. Une dizaine d'espèces communes avec celles de l'Afrique de l'Est colonisent ces vasières dominées par le manglier blanc (Avicennia marina) et le manglier hauban (Rhizophora mucronata).

### Les marais
Comme dans la plupart des régions, les zones humides sont souvent transformées par l'homme (agriculture et habitat)  d'autant que la plupart de ces écosystèmes sont proches du littoral, voire en connexion avec les mangroves. Une forte variété de libellules dont plusieurs endémiques s'y développent encore.

### Les plantations de cocotiers
Le besoin en coprah a fait développer les plantations de cocotiers à l'instar de la plupart des îles tropicales. Ces plantations ont une faune particulière d'oiseaux introduits mais également de geckos natifs dans les plus anciennes plantations. On cherche de plus en plus à y reconstituer les forêts originelles. C'est le cas à Cousin où les efforts de conservation permettent de retrouver une forêt originelle.

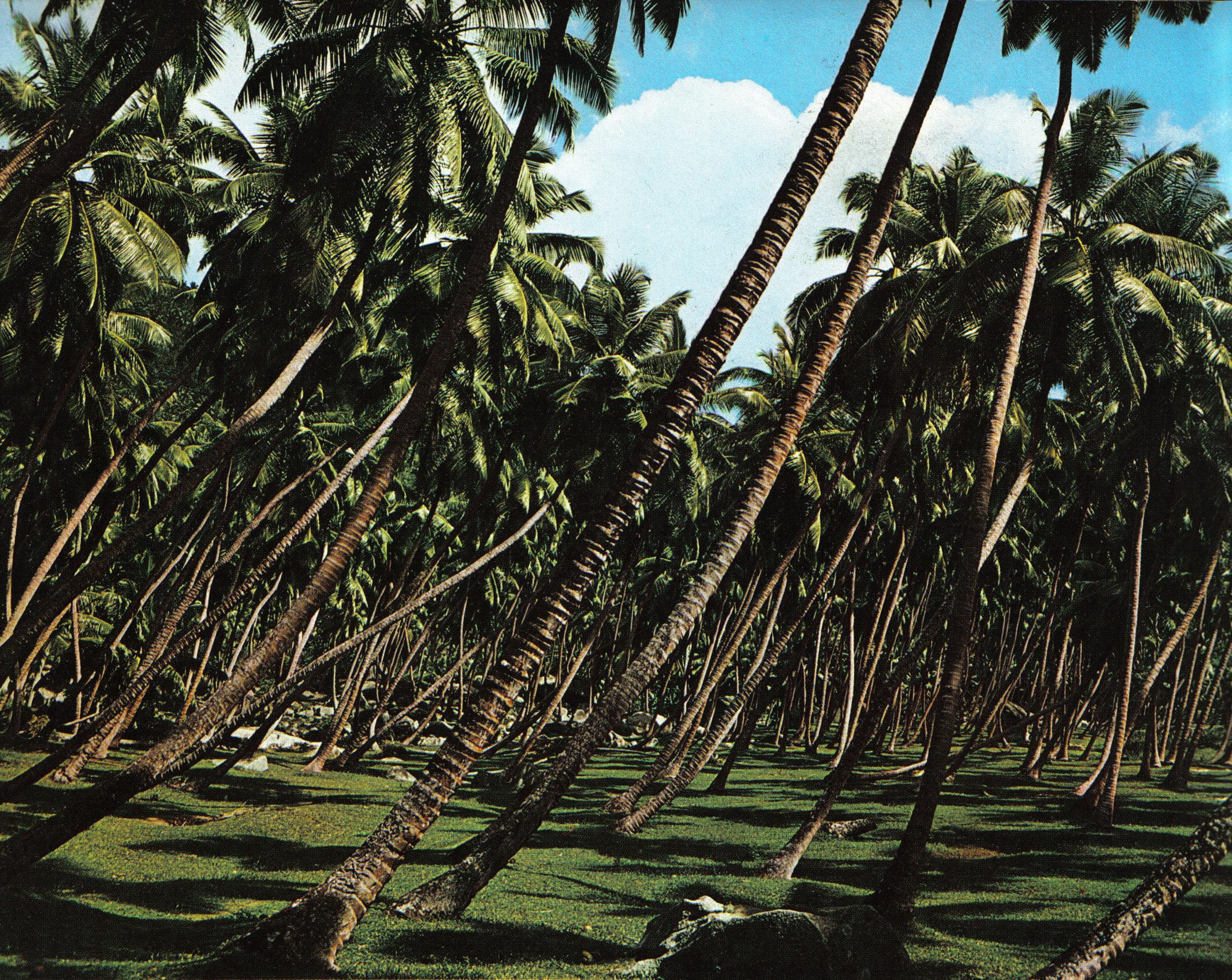
Plantation de cocotiers à La Digue.
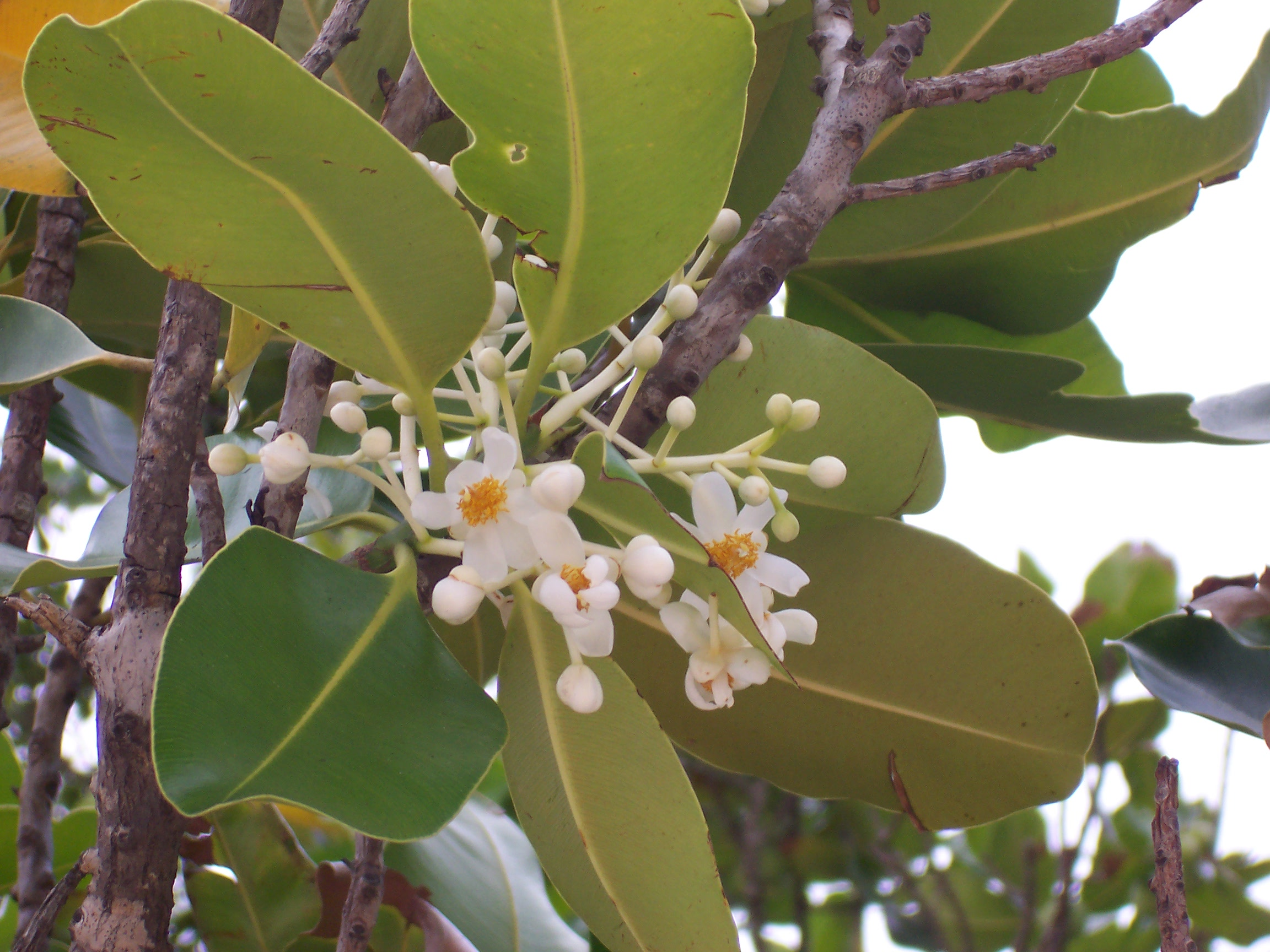
Callophyllum inophyllum, takamaka.
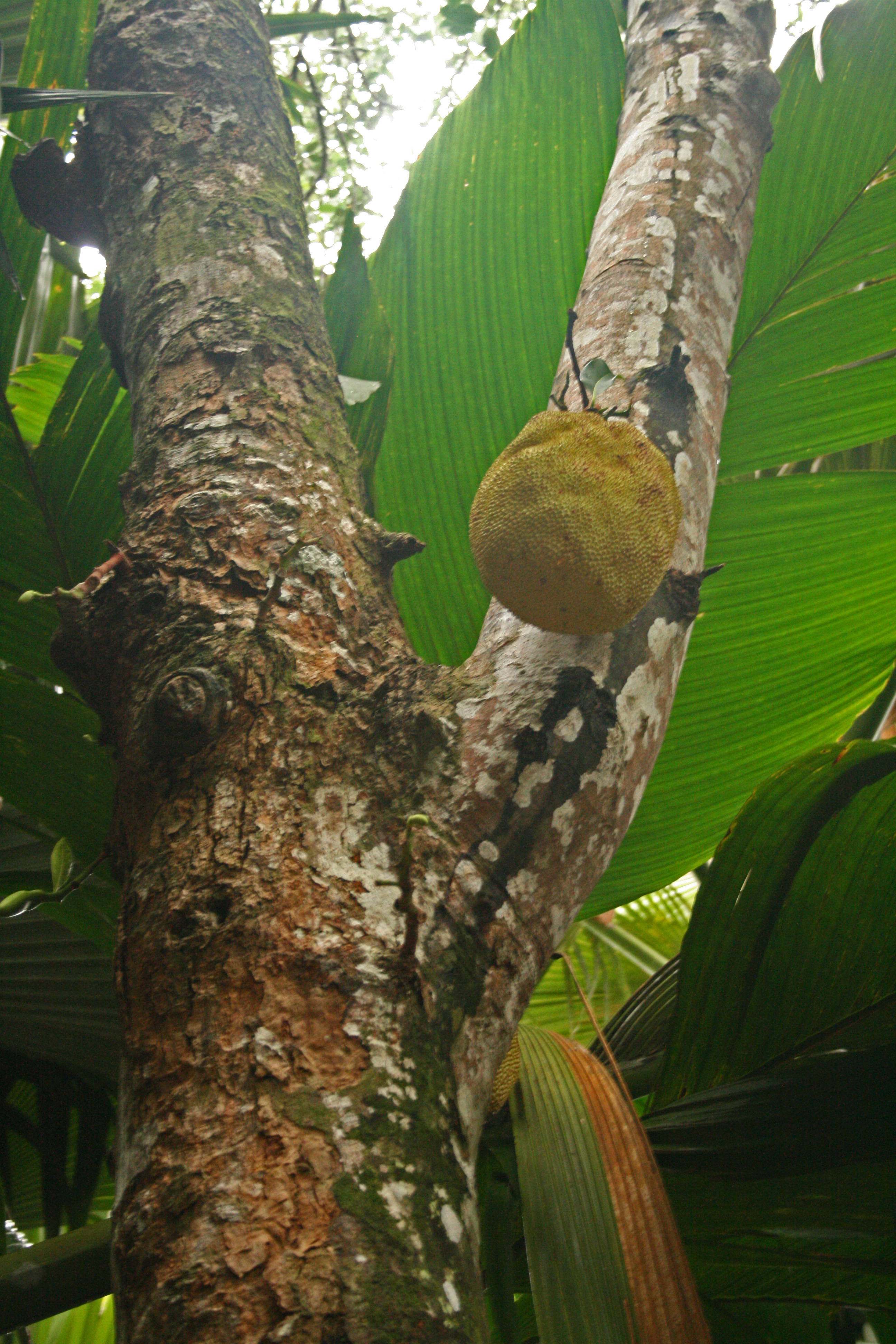
Artocarpus heterophyllus.

### Les forêts de basse altitude

#### Les espèces exotiques
Les forêts de basse altitude sont essentiellement composées d’espèces exotiques et entre 10 et 20 doivent être considérées comme problématiques. Les raisons d’un relativement faible nombre d’espèces invasives aux Seychelles tiennent sans doute à la domination de la forêt de Cinnamomum verum depuis le XIXe siècle. Par ailleurs, les sols sont assez pauvres en particulier en phosphore. Cette faible fertilité limite le risque de colonisation par les espèces invasives (Hedychium gardnerianum par exemple est considérée comme invasive dans la forêt d’altitude). La forêt sèche de Praslin  peut être sensible à des espèces s’adaptant à l’érosion, au sol pauvre en phosphore et au feu comme les Acacias (Acacia mangium, A. auriculiformis). De plus, le faible nombre d’animaux féraux comme le cochon qui habituellement facilitent le développement des invasives en créant des perturbations dans les écosystèmes initiaux. Enfin, le commerce international et le développement touristique récents n’apparaissent pas encore dans le fonctionnement relativement préservé de ces écosystèmes. Ce décalage temporel, l’encouragement à la préservation, à l’utilisation par les structures touristiques d’espèces indigènes constituent des éléments de protection.
La gestion des plantes envahissantes est étroitement liée à la gestion des habitats. Les expériences passées ont montré que l'élimination large du cannelier n'est pas efficace ; en fait, le cannelier doit être considéré comme partie de la solution de restauration car certaines de ses caractéristiques peuvent la faciliter. Cinnamomum verum ne peut pas de former des massifs denses contrairement à de nombreuses autres plantes envahissantes ainsi, des espèces indigènes peuvent se régénérer sous son couvert. Le cannelier produit des fruits qui peuvent être une ressource importante pour certains oiseaux endémiques et les roussettes.
Sur les îles principales comme Praslin, au contraire d’îles pour comme Cousin ou Aride, les espèces exotiques continueront de faire partie de la végétation des zones naturelles, jouant alternativement des rôles positifs et négatifs dans la restauration de la flore et la faune indigènes.

## La faune des îles granitiques

### Les mammifères
Les seuls mammifères natifs sont les chauve-souris.

### Les oiseaux
Quelque 205 espèces ont été inventoriées dans les îles granitiques mais pour la plus grande part (136), il s'agit de migrateurs. Onze espèces sont endémiques.

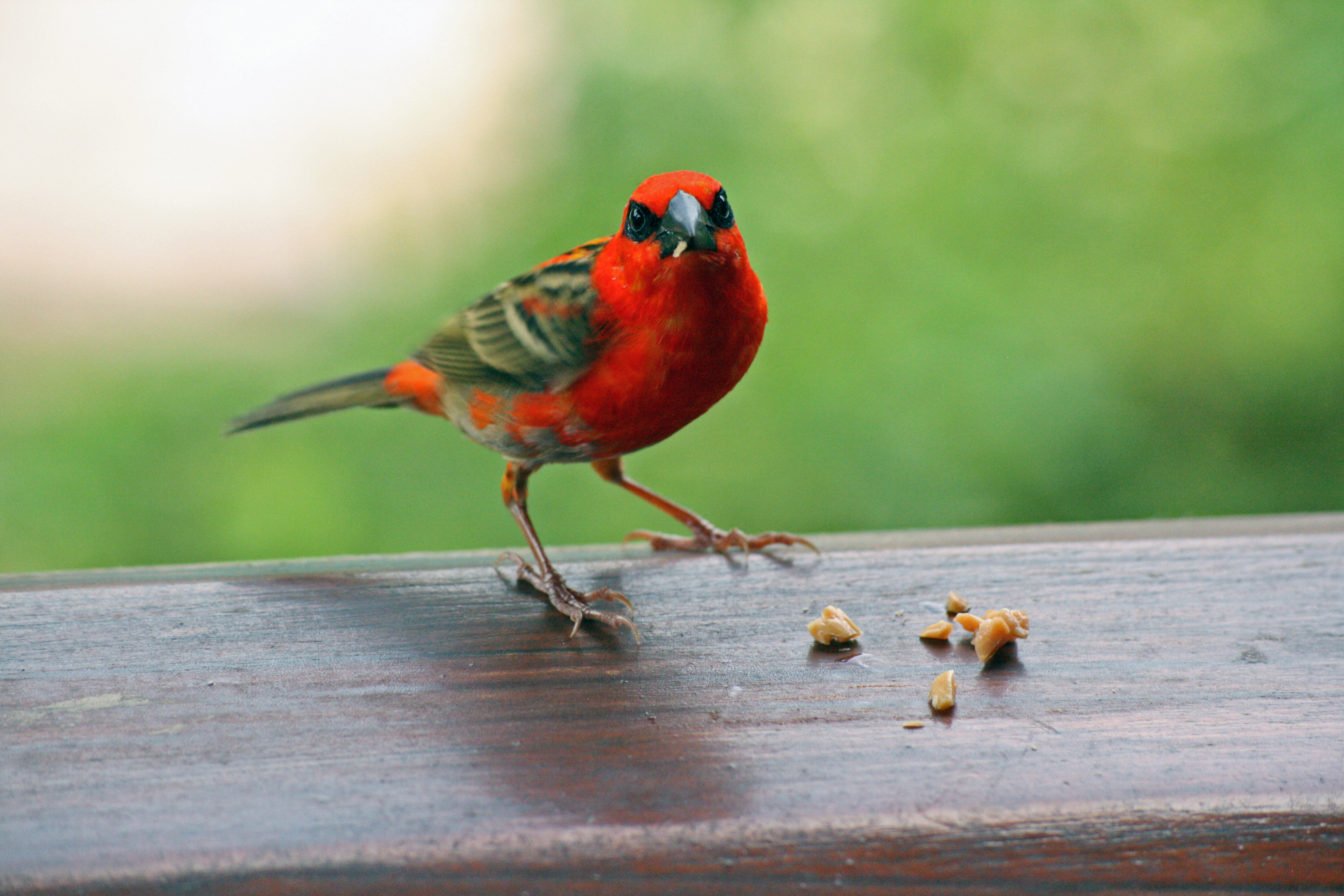
Foudia madagascariensis, kardinal ou sren, très abondant, sans doute introduit au début du XIXe siècle.
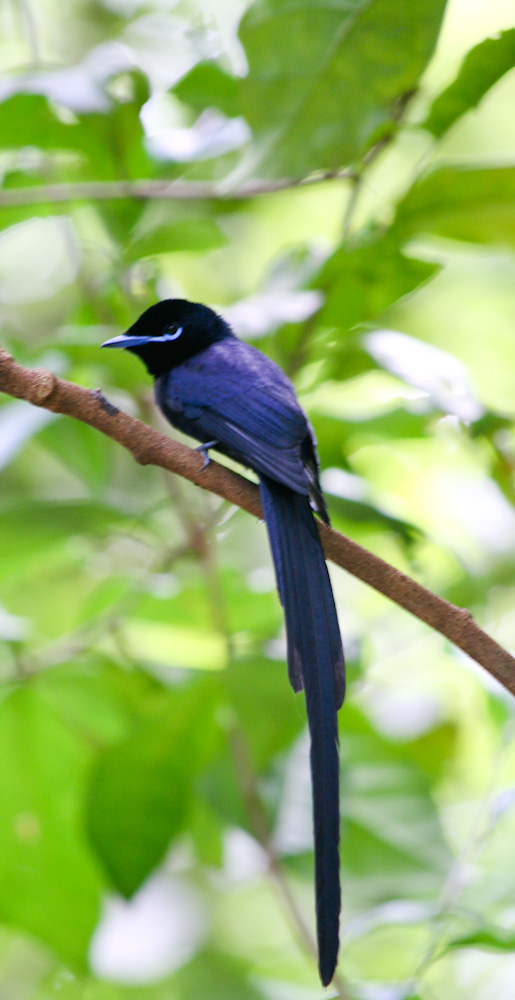
Terpsiphone corvina, Paradise-flycatcher (La Veuve, réserve).
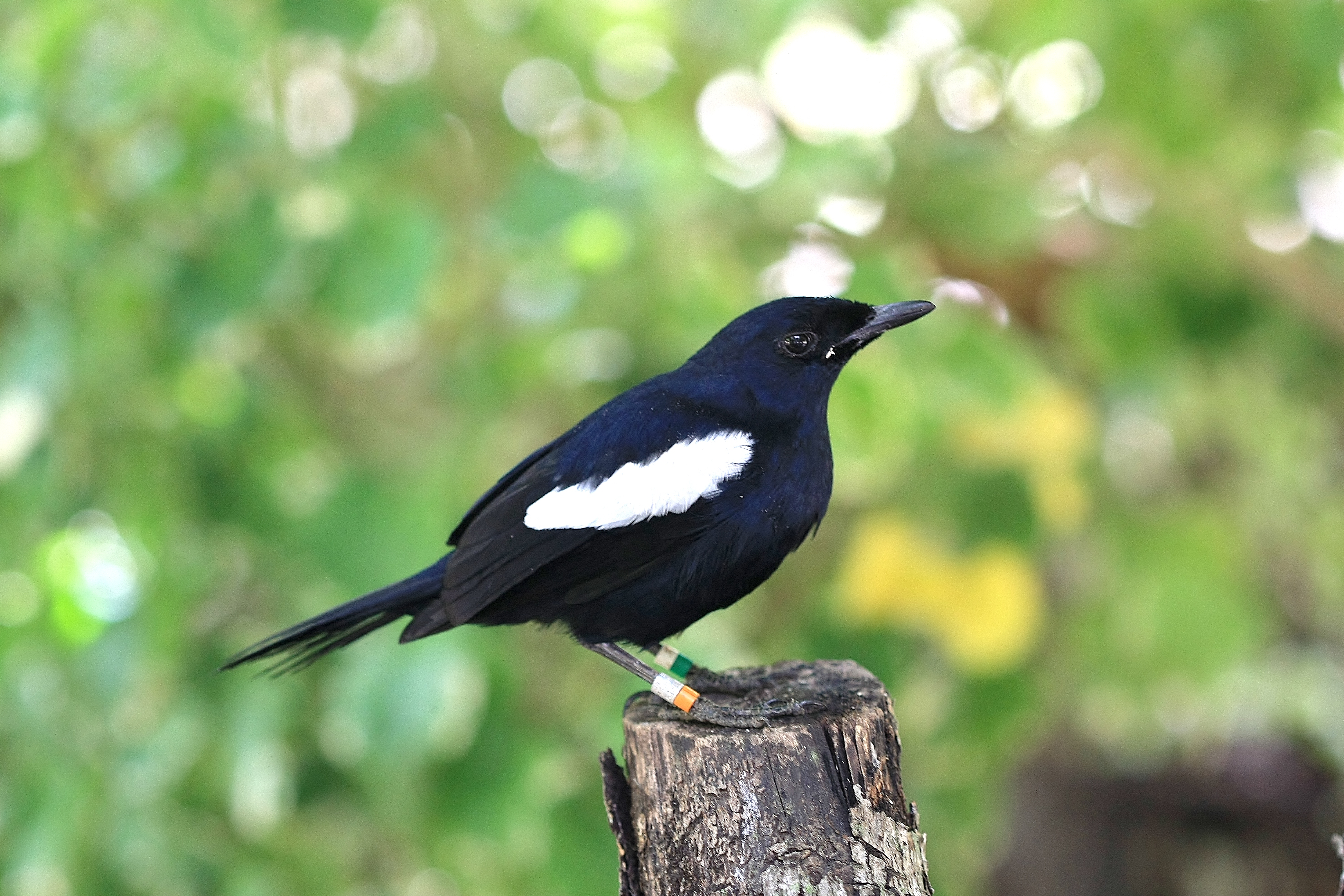
Copsychus sechellarum, magpie robin.
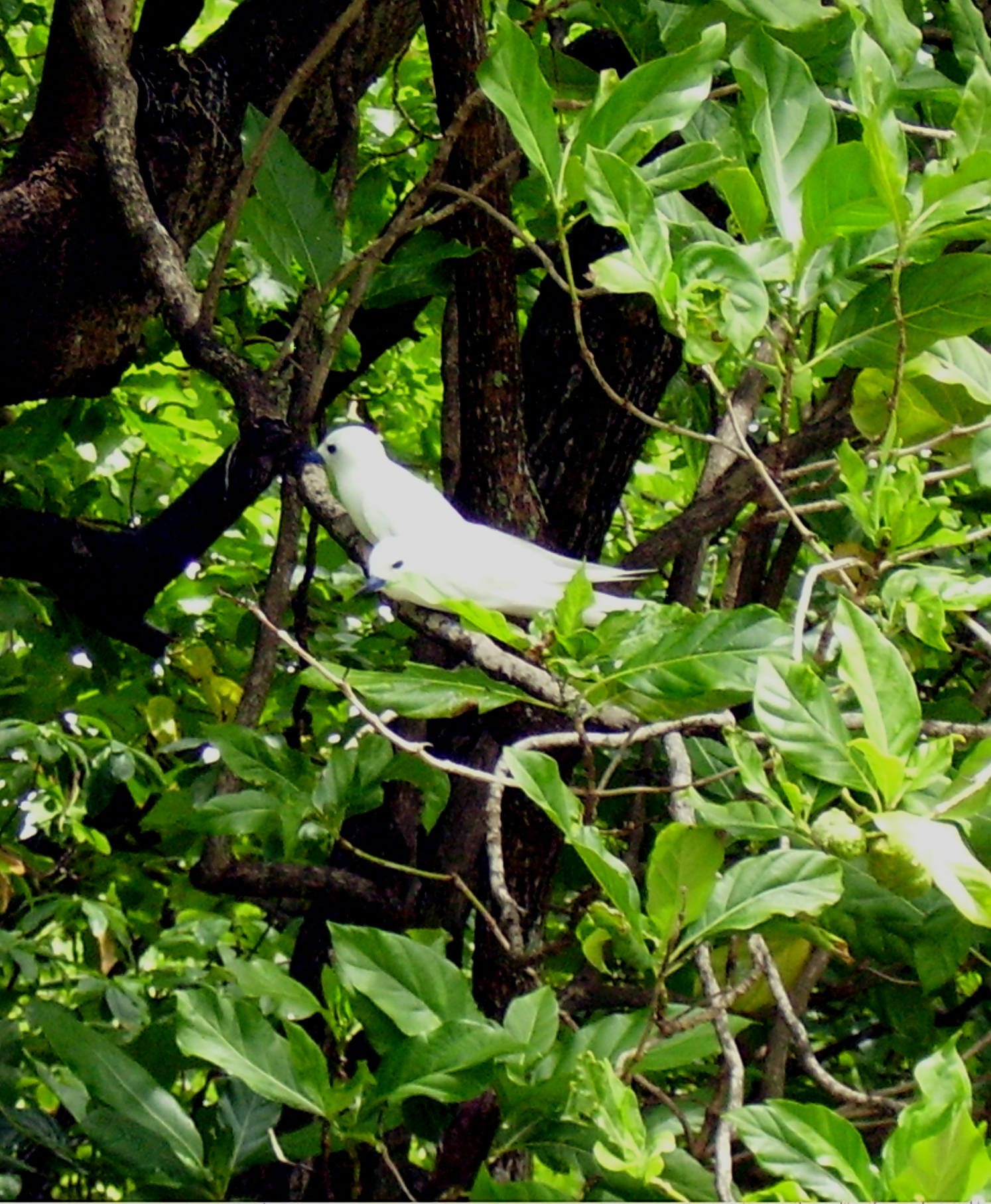
Gygis alba sur Cousine.

### Les reptiles
Une trentaine d'espèces de reptiles sont couramment reconnues comme natives des Seychelles. Le crocodile d'estuaire (Crocodylus porosus), qui effrayait les premiers visiteurs, a été totalement éliminé des mangroves. Seuls quelques toponymes rappellent leur présence avant la colonisation de l'archipel.
Les tortues terrestres et marines : Dipsochelys dussumieri (tortid'ter) est originaire d'Aldabra mais en captivité sur les îles granitiques ; les tortues terrestres, endémiques, n'existent plus à l'état sauvages dans les îles granitiques mais on les trouve en captivité, leur distinction n'est pas simple par exemple entre D. hololissa ; Dipsochelys arnoldi (tortid'ter) ; un enclos du Nature Protection Trust of Seychelles les présentent toutes les deux sur Silhouette. Eretmochelys imbricata (kare), Chelonia mydas (torti dmer), Pelusios subniger parietalis (torti soupap) endémique dans les marais comme Pelusios castanoides intergularis (torti soupap) sont toutes menacées d'extinction quant à Pelusios seychellensis (torti soupap), elle est probablement éteinte.

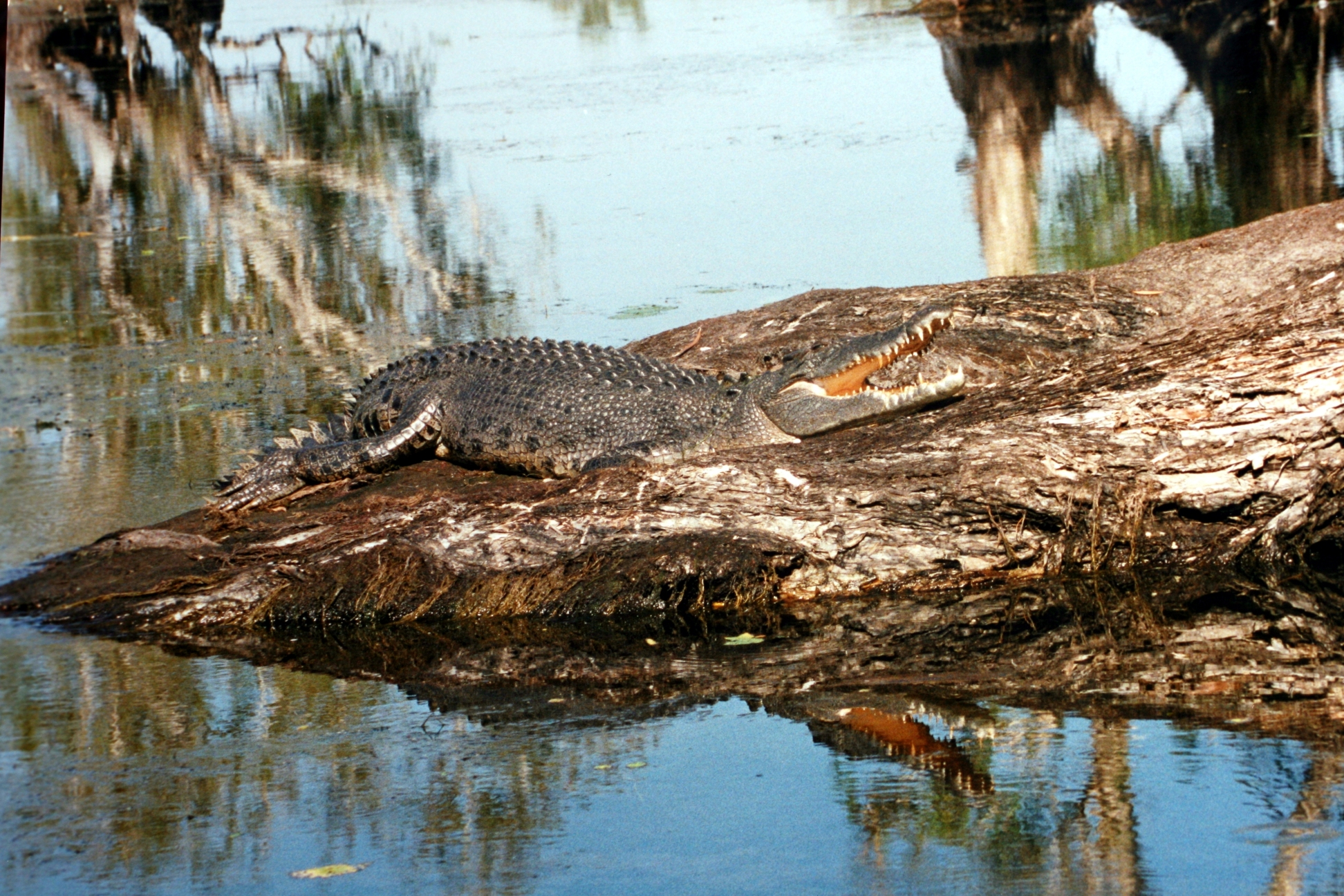
Crocodile de mer (salty) à Kakadu, Australie, l'espèce a été éradiquée des Seychelles.
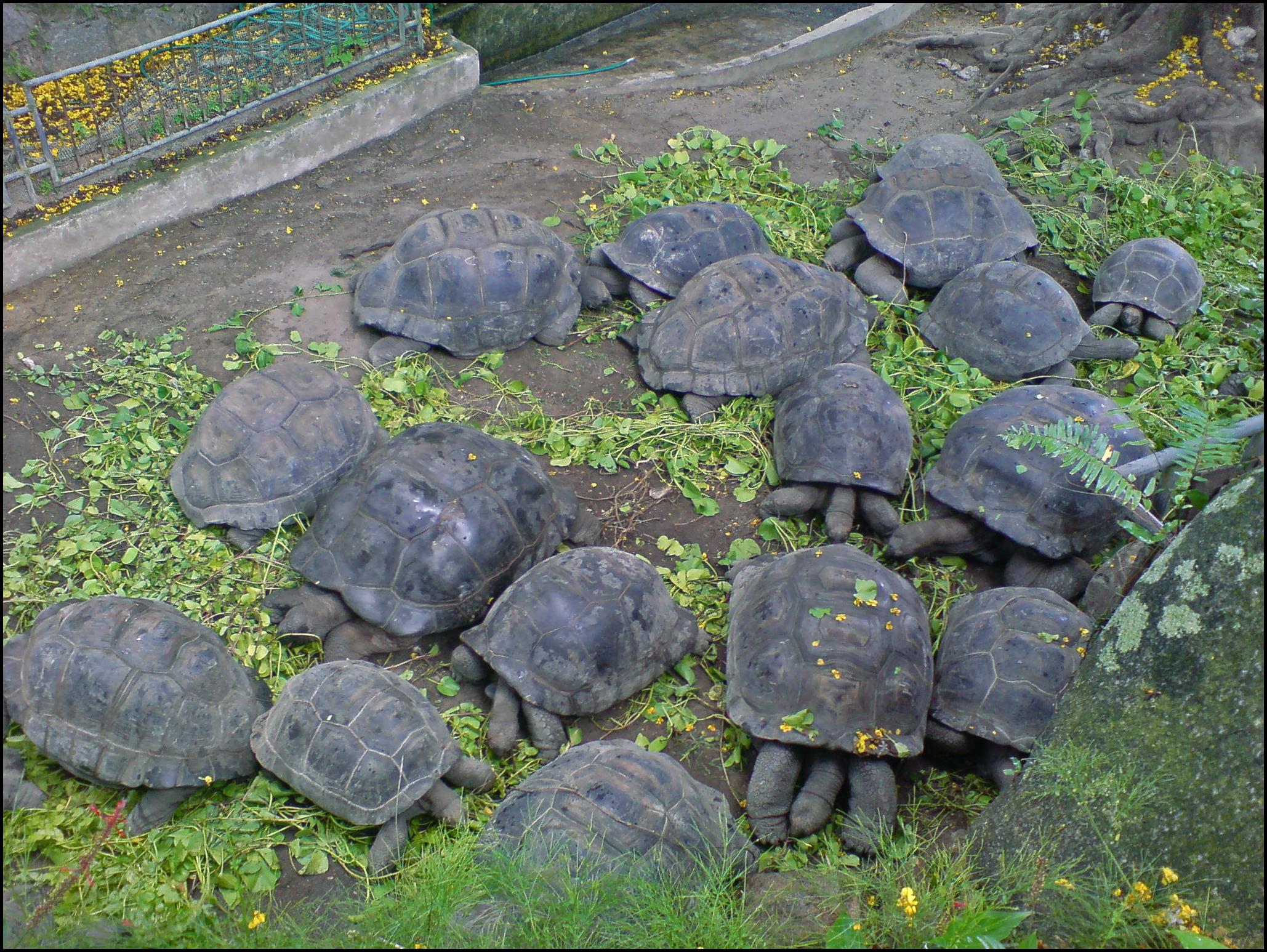
Tortue géante des Seychelles, torti d'ter, au jardin botanique de Mahé.
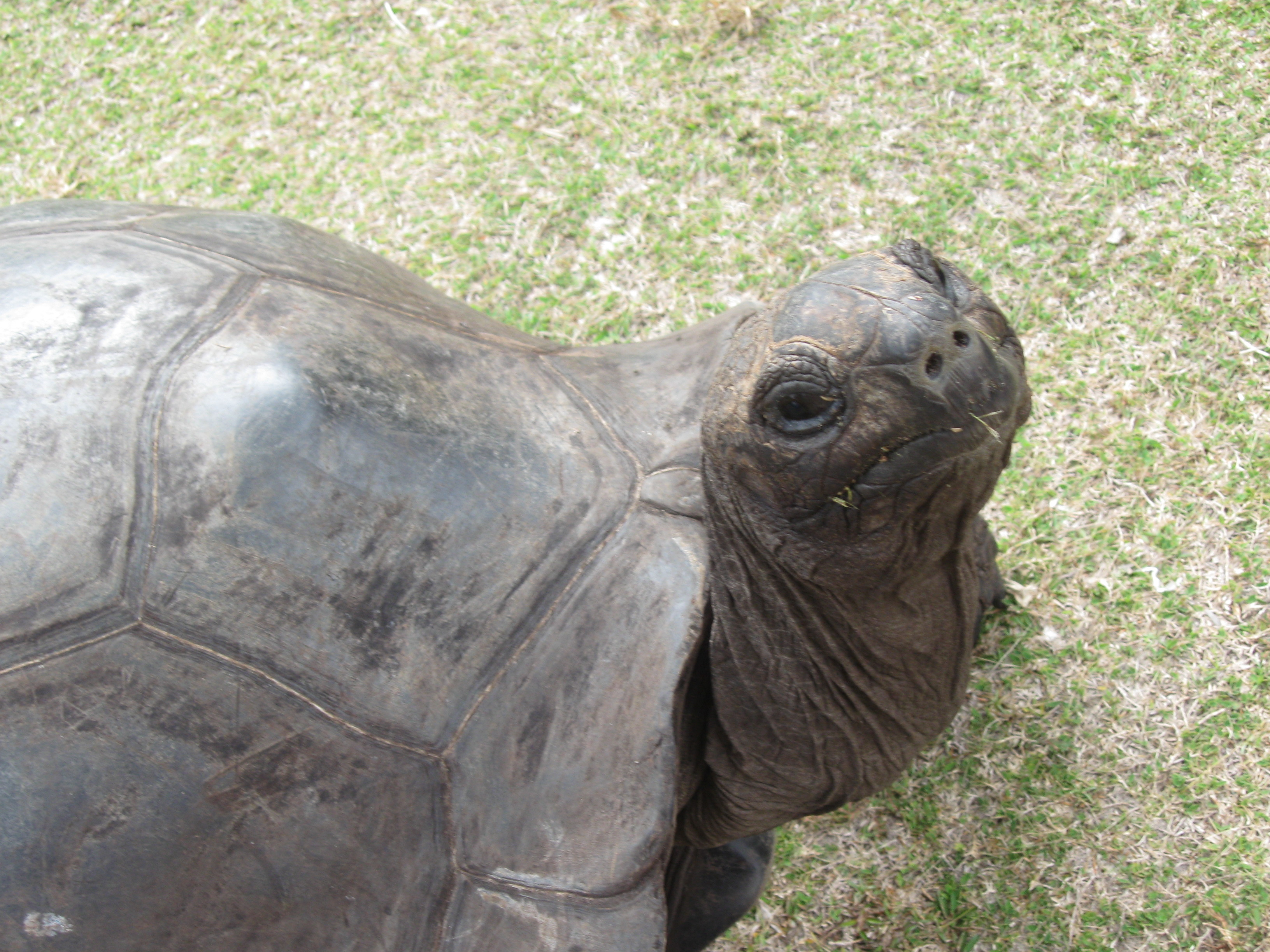
Tortue géante, torti d'ter, à Curieuse.
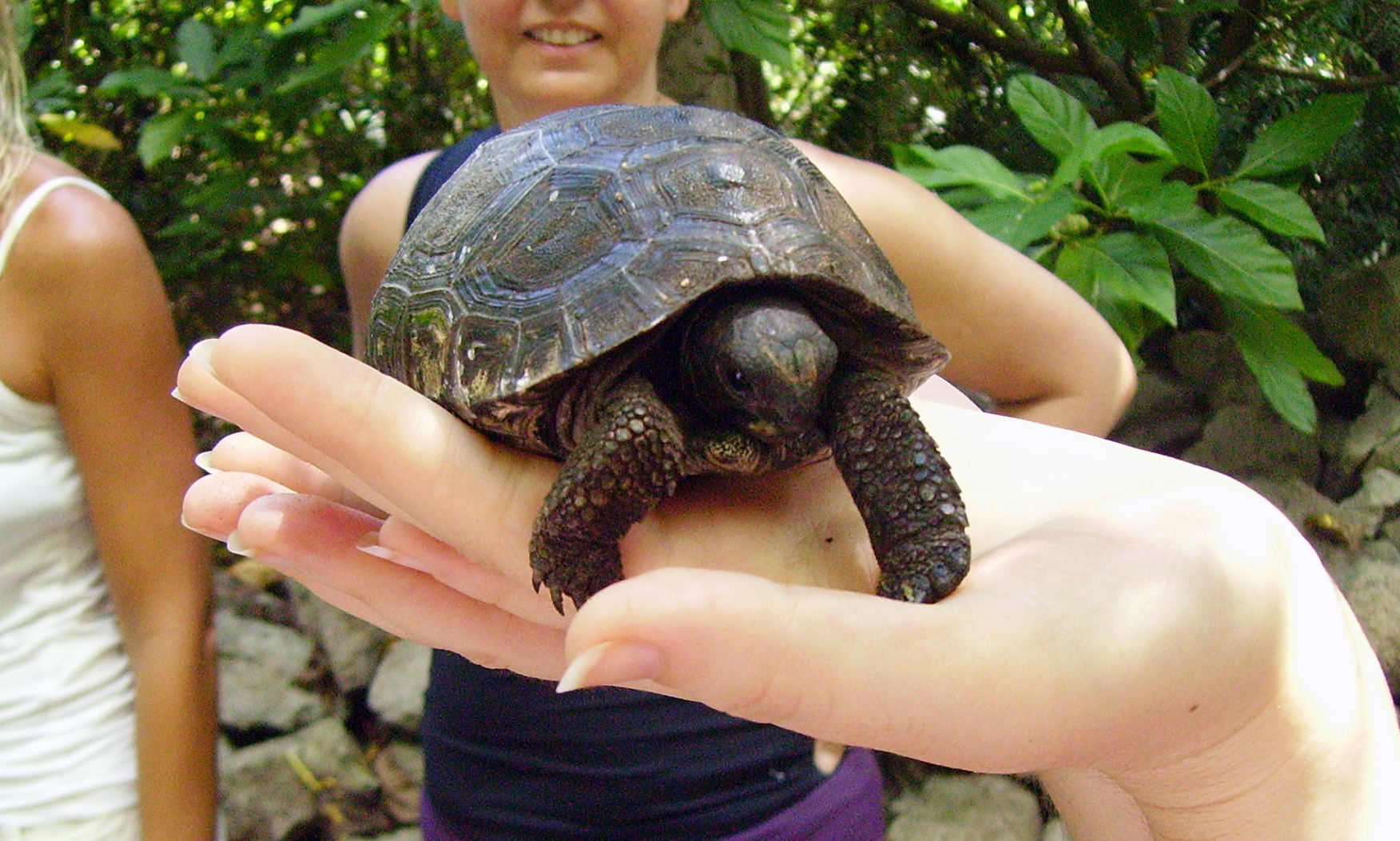
Jeune Dipsochelys hololissa, tortue géante des Seychelles, torti d'ter, à Cousin, endémique.
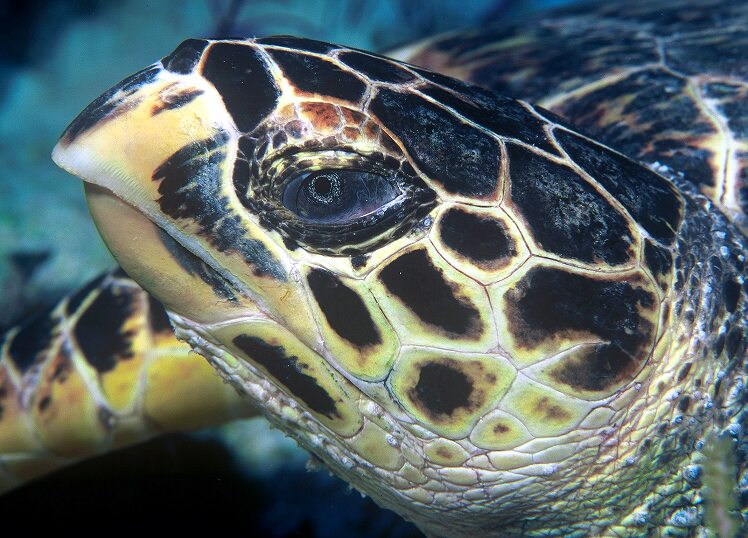
Eretmochelys imbricata, kare.
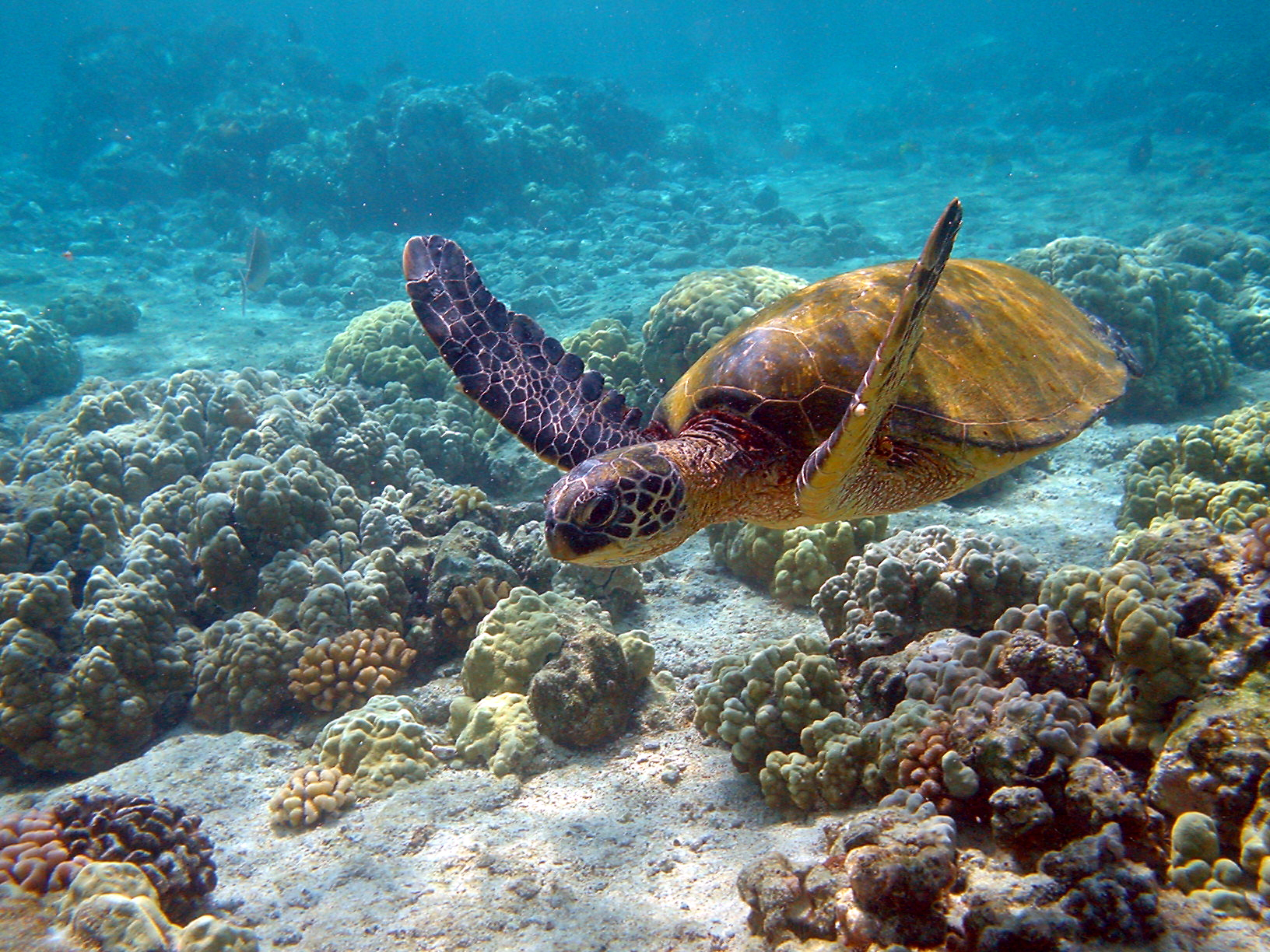
Chelonia mydas torti dmer (individu hawaïen).

Six espèces de geckos sont endémiques et deux introduites.
Il existe trois espèces de serpent aux Seychelles, les deux premières sont endémiques : 
- le serpent loup, koulev zonn, Lycognathophis seychellensis (Colubridae), menacé par la perte de son habitat de forêts tropicales sèches[11],[12] ;
- le serpent des maisons, koulev gri, Lamprophis geometricus, très commun dans les habitations en bois et les secteurs rocheux ;
- lev-d-ter-nwar, Ramphotyphlops braminus.

Il existe également six espèces de Caeciliidae (Gymnophiona)

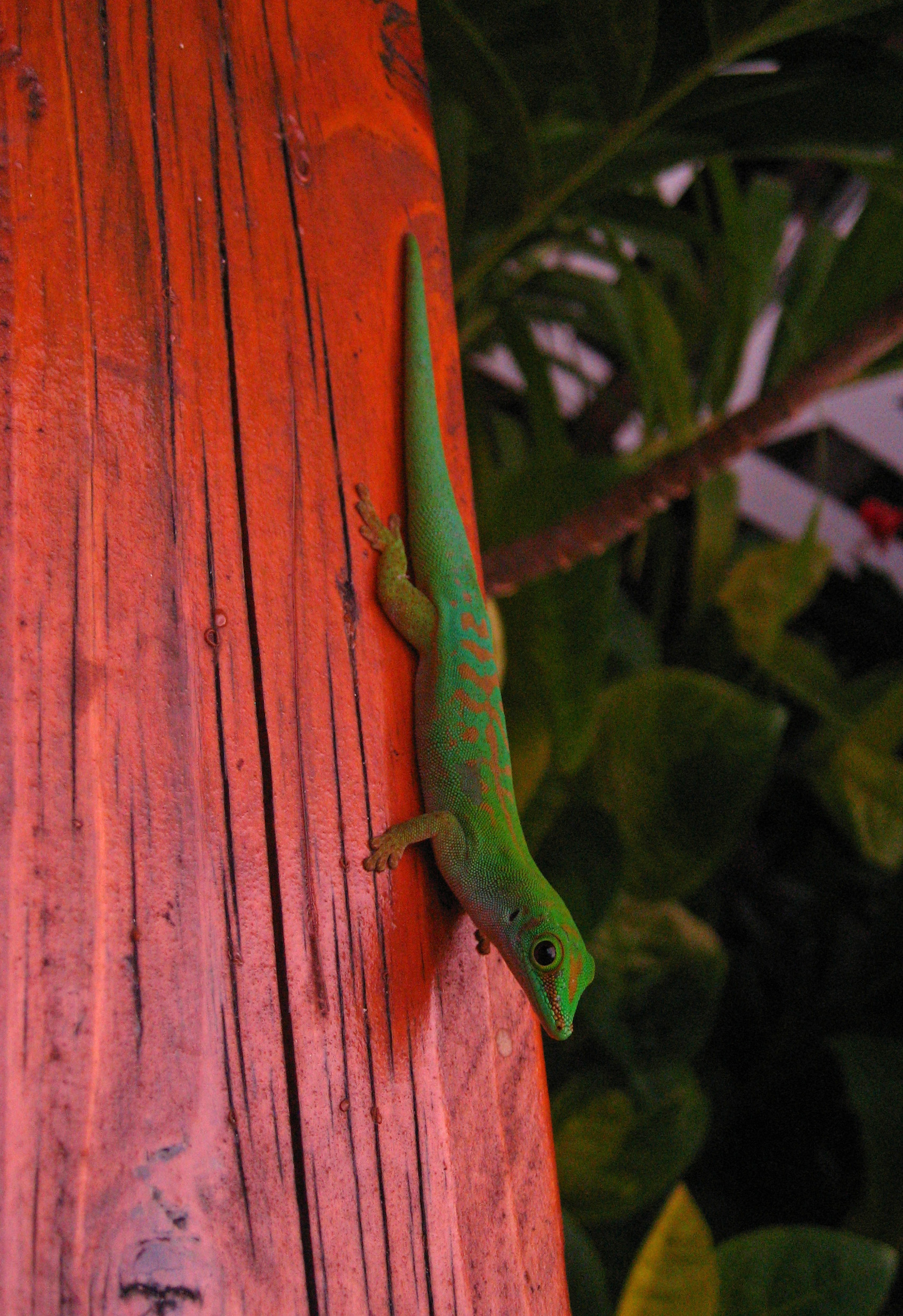
Phelsuma astriata, lezar ver, gecko endémique.
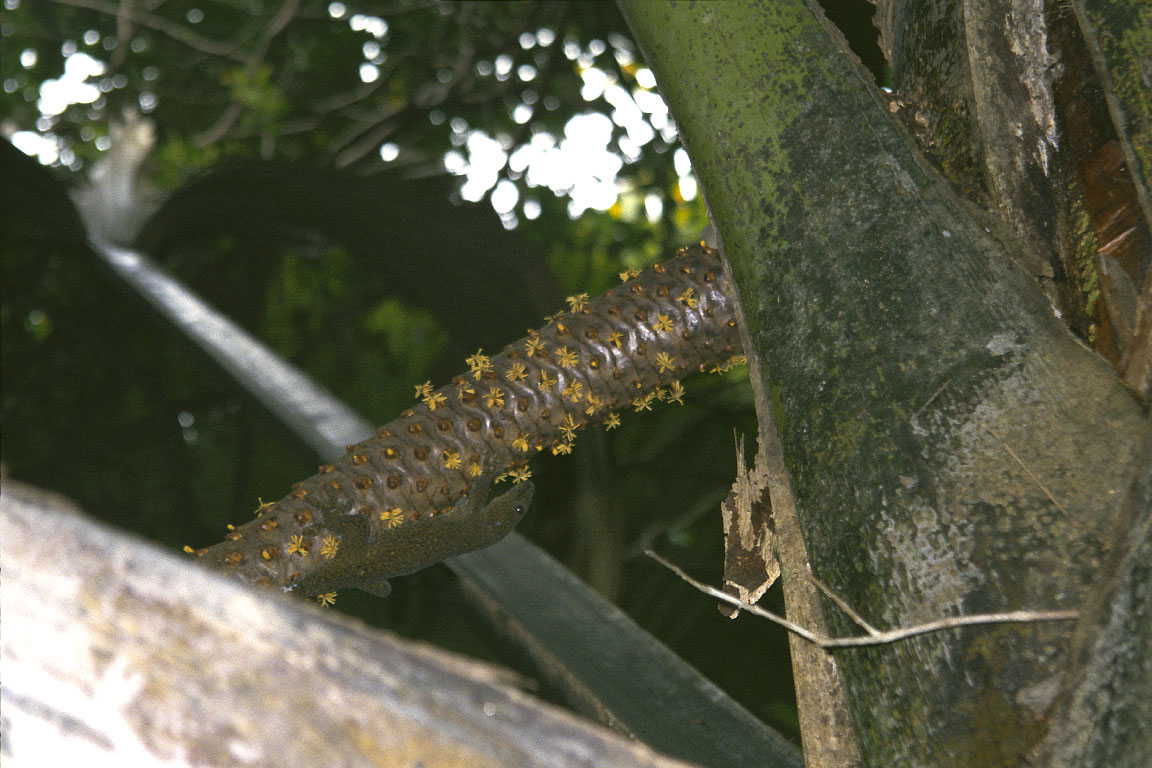
Inflorescence de coco-de-mer et bronze eyed gecko.
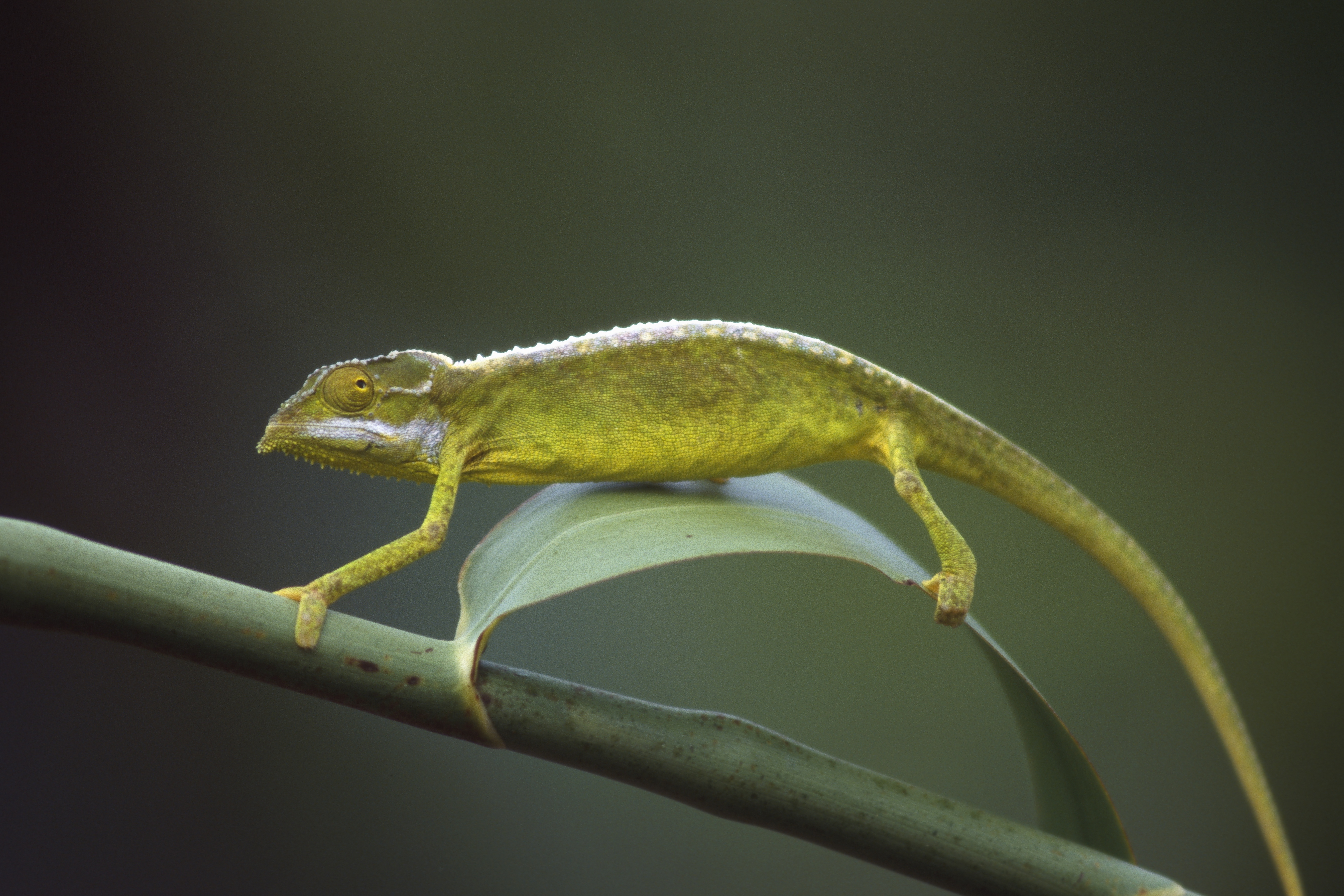
Calumma tigris, kanmeleon, unique caméléon endémique, présent sur les trois principales îles.
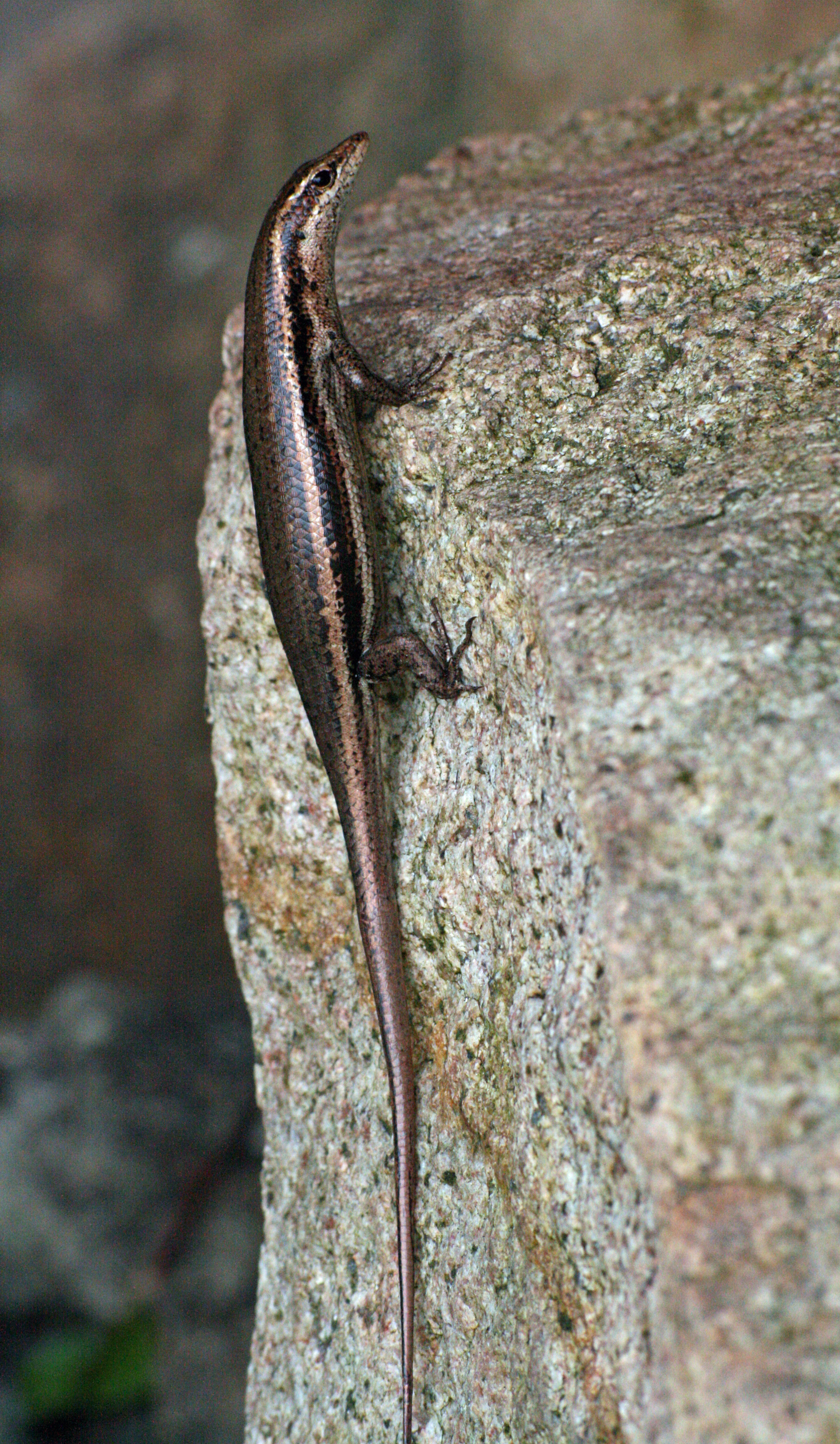
Mabuya sechellensis, lezar sek, lézard le plus courant, endémique.

### Les amphibiens
Il existe six espèces d'amphibiens et sept de Caecilia et seule la grenouille des Mascareignes, grenuiy, Ptychadena mascareniensis n'est pas endémique.

### Les invertébrés

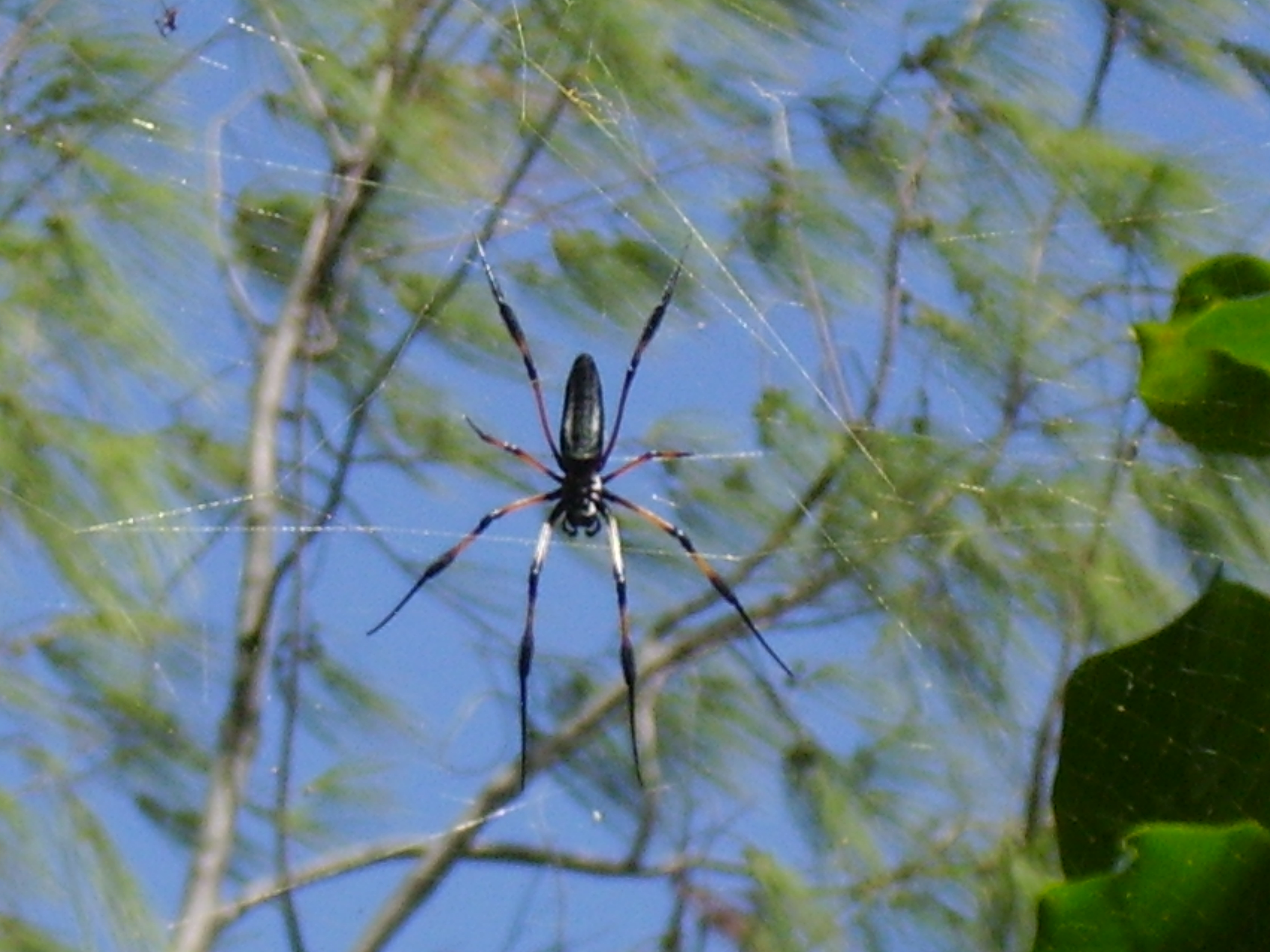
Nephila inaurata, bib ou palm spider, très commune.
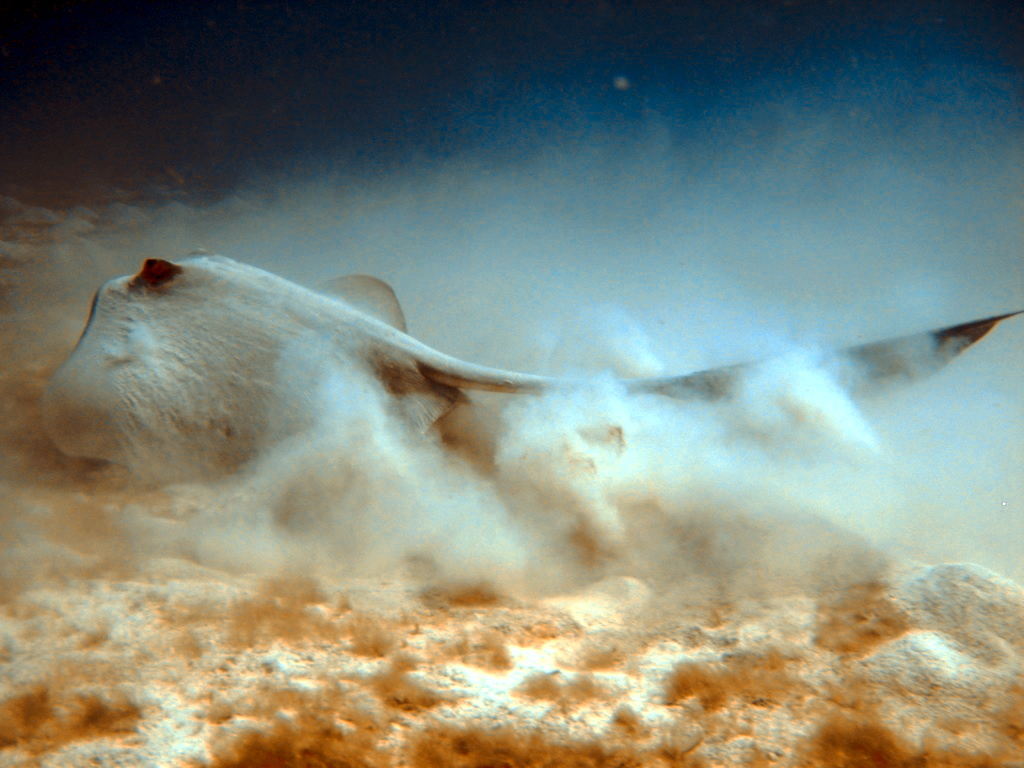
Pastinachus sephen.

## L'économie de l'île
Le gouvernement a encouragé les investissements étrangers afin de moderniser les hôtels (raffle) et autres services. En même temps, le gouvernement tente de réduire sa dépendance vis-à-vis du secteur du tourisme en encourageant le développement de l'agriculture, la pêche et la fabrication et tout récemment le secteur financier.

### Le tourisme

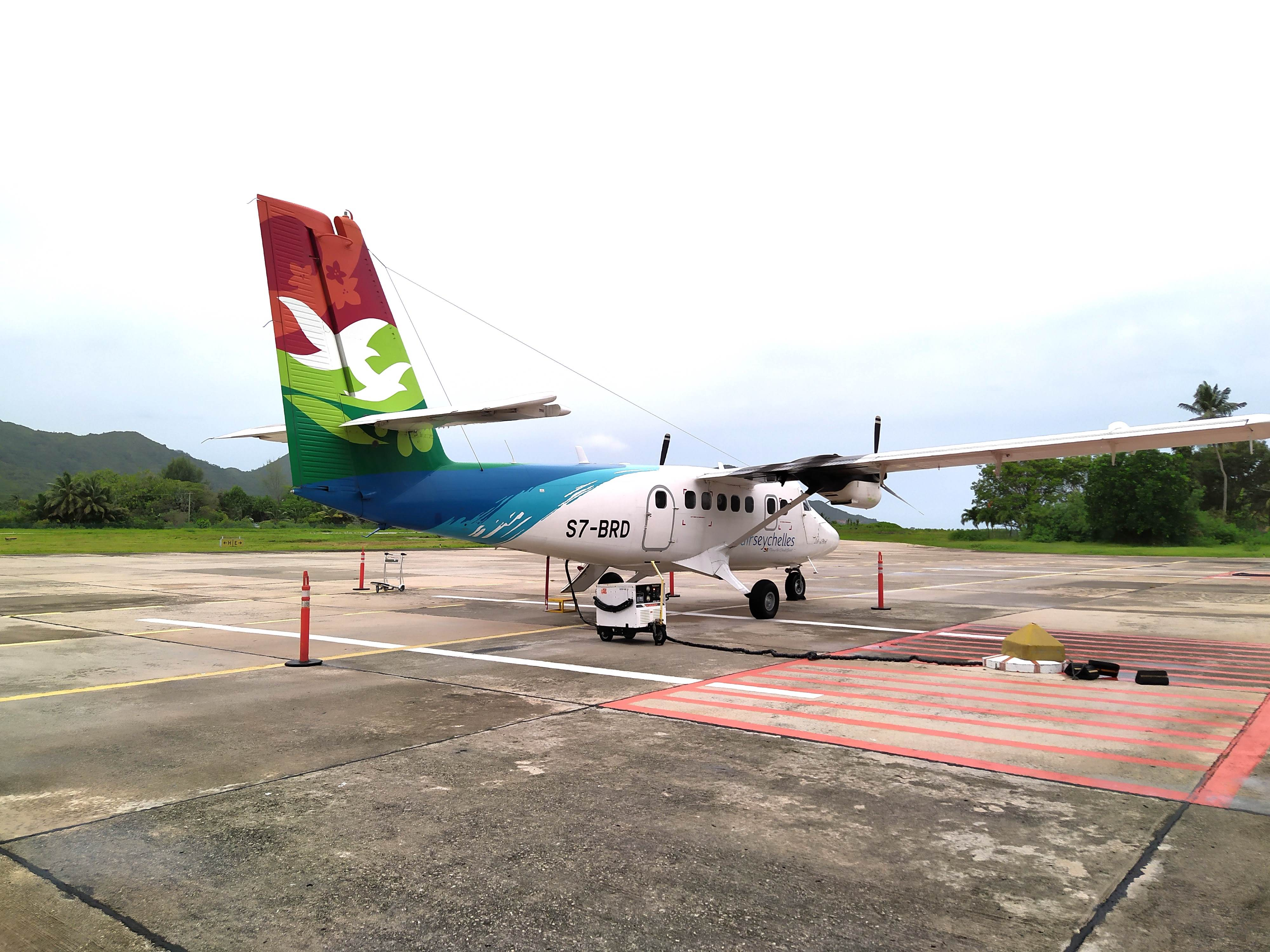
Petit avion de la compagnie Air Seychelles, sur l'aéroport de Praslin.

Beaucoup moins développé qu’à Mahé, les infrastructures touristiques sont surtout concentrées à l’anse Volbert.
La vulnérabilité du secteur du tourisme s’est manifestée en 1991-92 lors de la guerre du Golfe puis après les attaques du 11 septembre 2001 mais le tourisme seychellois a profité de la vague de révolutions des pays du Nord de l'Afrique en 2011.

### L'agriculture
Les ressources naturelles de l’archipel sont principalement le poisson, le copra et la cannelle. En 1999, la population active seychelloise comptait 30 000 personnes dont 1 700 dans l'agriculture (5,6 %). Les terres aptes à l'agriculture représentent 6 000 ha (sur une superficie totale de 45 000 ha) dont 600 ha effectivement cultivés. En 2005, les Seychelles ont produit 1 292,6 tonnes de légumes 1 271,2 de fruits, 400,75 de tubercules et 35,91 d'épices. Par rapport à 2004, l'archipel a connu une baisse de production en raison du tsunami et des fortes pluies de 2004.
La culture des fruits et légumes (tomate, aubergine, chou, salade, piment, poivron, melon, potiron, haricot) est en augmentation au détriment des cultures vivrières, « gros mangers » (patate douce, manioc (tapioca), igname et maïs). La production de thé vert est de 250 tonnes. Les fleurs ne sont cultivées que pour la consommation locale (orchidées, roses, anthuriums...). Les parcelles sont petites dimensions et la mécanisation est donc pratiquement inexistante. Les principales espèces fruitières sont souvent cultivées dans les arrière-cours (cocotier, bananier, agrumes, annones, goyavier, passiflore, papayer, manguier et avocatier).
Le Service de la statistique agricole des Seychelles enregistre pour Praslin et La Digue en 2005 une production de 573,38 tonnes de légumes, 226,19 t de fruits, 2,65 t d’épices, 19,27 t de tubercules. Depuis 2000, l'importation seychelloise de produits végétaux augmente face à la demande croissante de l’hôtellerie (entre 2000 et 2005, cela représentait 41,34 % des fruits, 71,72 des légumes et 97,6 des épices). Environ 35 % des produits végétaux de l’archipel sont produits localement.

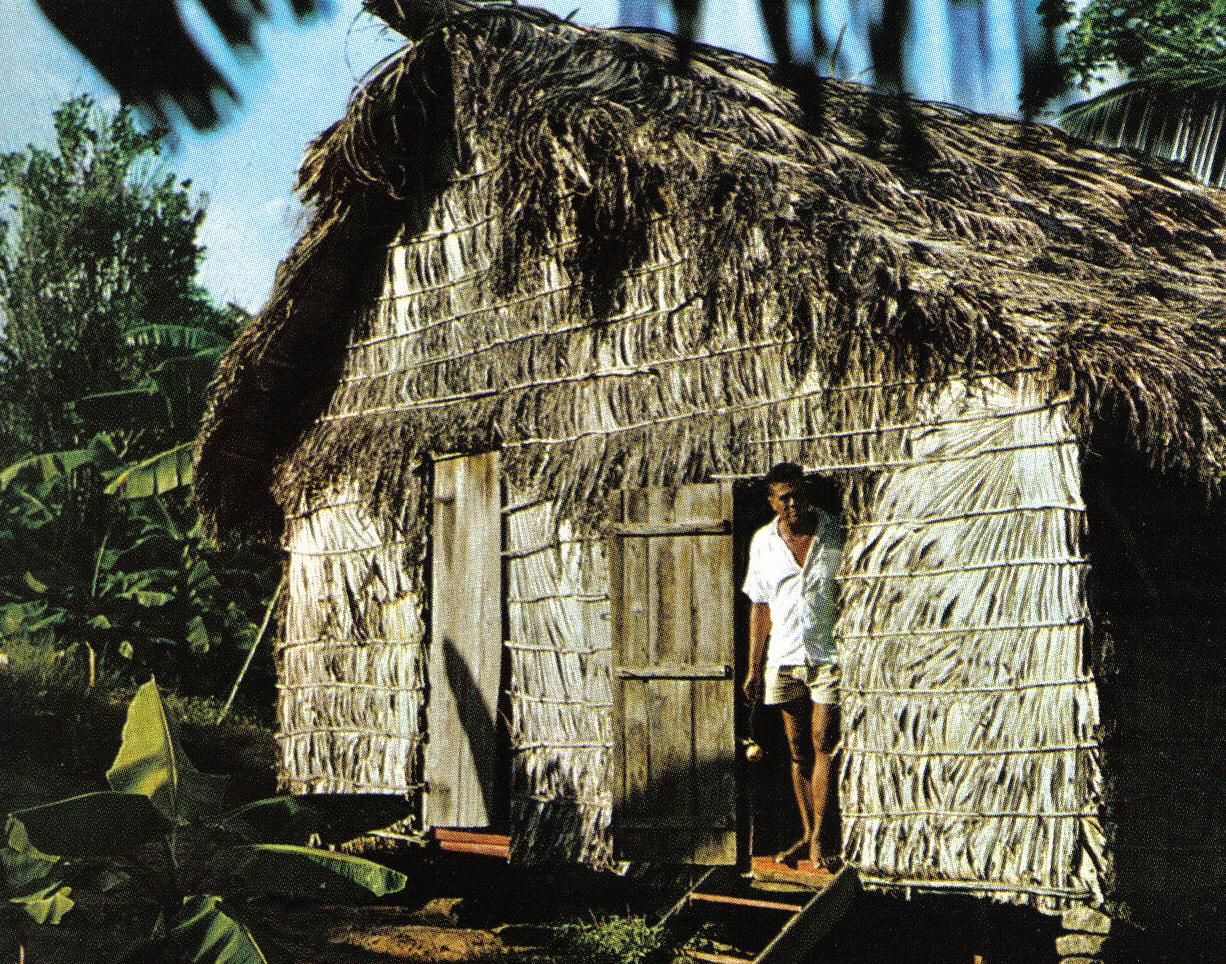
Ferme traditionnelle dans les années 1970 à Praslin.
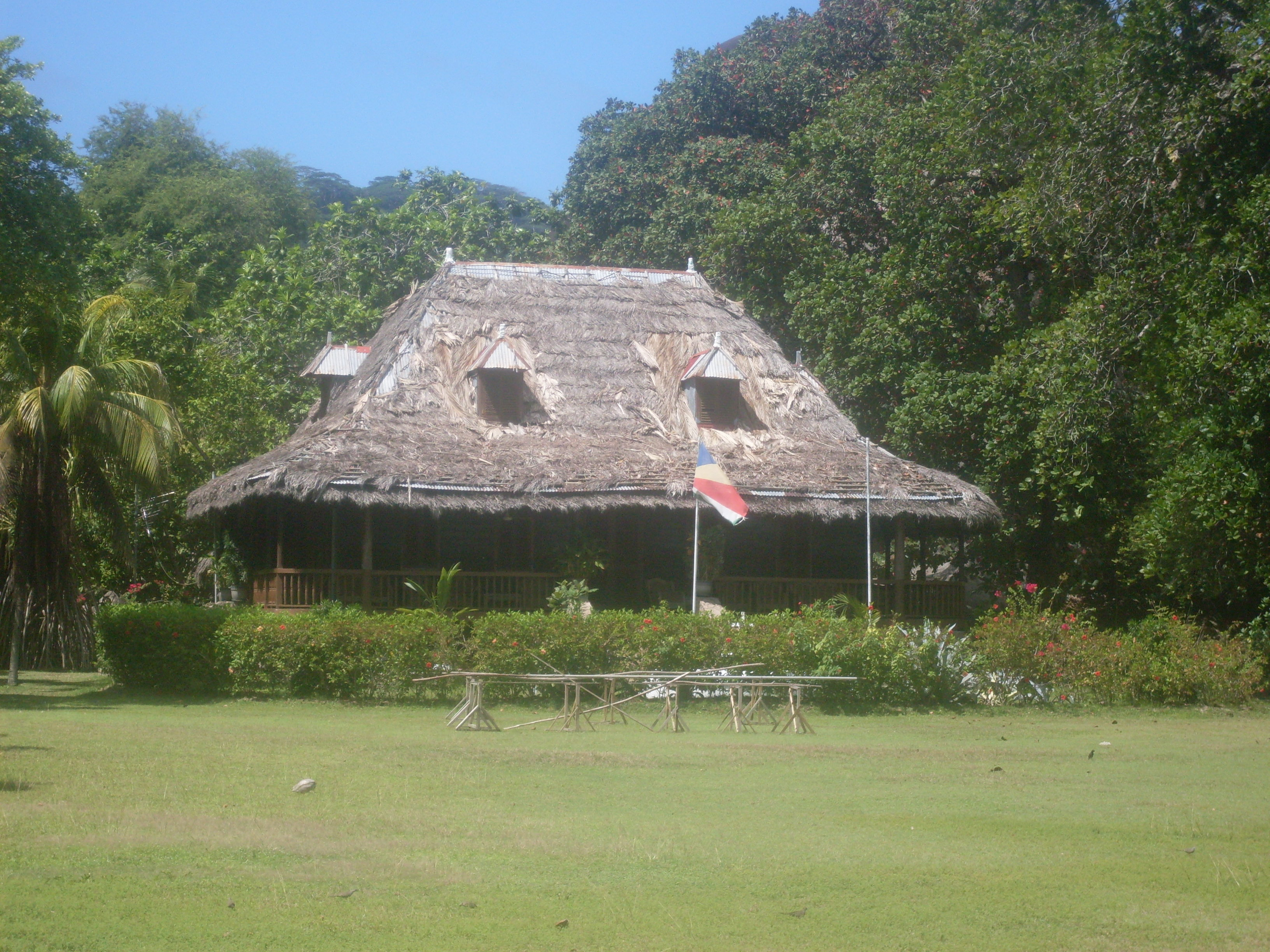
Grann Kaz, Union Estate, La Digue.

### La pêche
Les Seychelles possèdent des fonds de pêche parmi les plus riches au monde (wahoo, mérou, pèlerin, dorade, thon, rainbow runner, vivaneau, empereur, marlin, etc.).
- la pêche traditionnelle
- la pêche au gros

## Personnalités
- Alexia Amesbury (vers 1951-), femme politique et avocate seychelloise, née à Praslin.